# 16. März
Der 16. März ist der 75. Tag des gregorianischen Kalenders (der 76. in Schaltjahren), somit bleiben 290 Tage bis zum Jahresende.

## Ereignisse

### Politik und Weltgeschehen

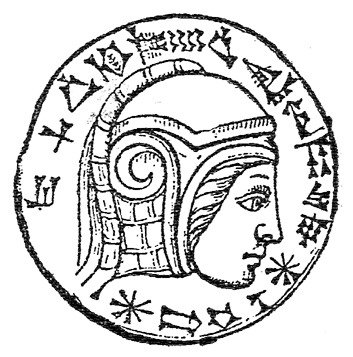
597 v. Chr.: Nebukadnezar II.

- 597 v. Chr.: Jerusalem kapituliert vor den Truppen des babylonischen Großkönigs Nabū-kudurrī-uṣur II. Der judäische König Jojachin wird gefangen genommen, sein Onkel Zedekia als tributpflichtiger König eingesetzt.
- 455: Anhänger des im Jahr zuvor ermordeten Heermeisters Flavius Aëtius erschlagen den weströmischen Kaiser Valentinian III. bei einer Truppenbesichtigung.
- 1190: In der englischen Stadt York kommt es – vermutlich aufgestachelt durch einflussreiche Schuldner – zu einem Pogrom gegen ortsansässige Juden.

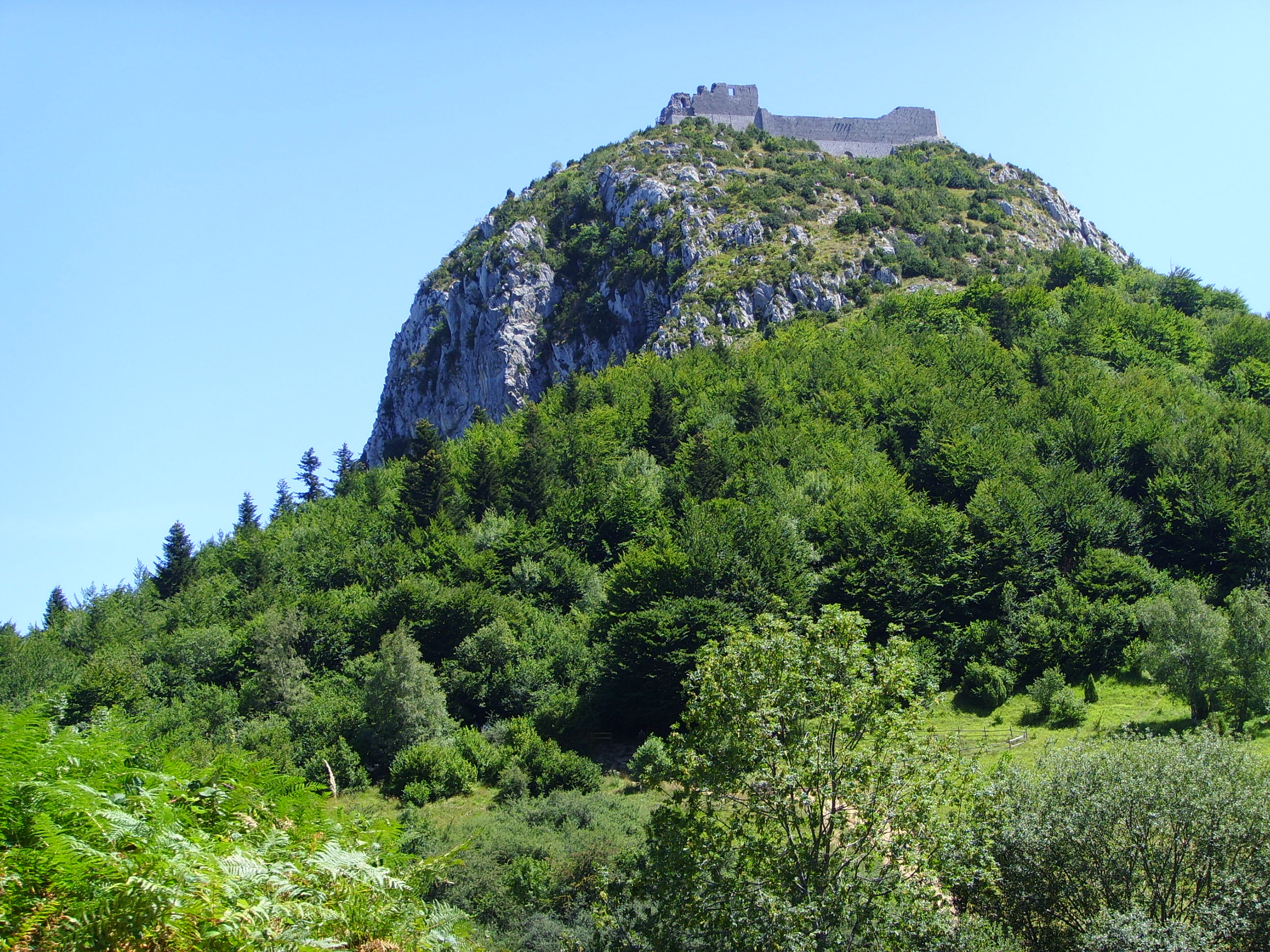
1244: Burg Montségur

- 1244: Die Katharer ergeben sich nach mehrmonatiger Belagerung der Burg Montségur den katholischen Truppen. 225 Katharer, die die Unterwerfung unter den katholischen Glauben verweigern, werden öffentlich verbrannt.
- 1322: In der Schlacht bei Boroughbridge besiegt ein von Andrew Harclay geführtes Heer des englischen Königs Eduard II. entscheidend das Heer der von Thomas of Lancaster geführten Rebellen.
- 1521: Der unter spanischer Flagge segelnde portugiesische Seefahrer Ferdinand Magellan entdeckt die Philippinen.
- 1660: Nachdem König Karl II. den englischen Thron bestiegen und die Rechte des Parlaments beschworen hat, wird das seit 1640 tagende „Lange Parlament“ formell aufgelöst.

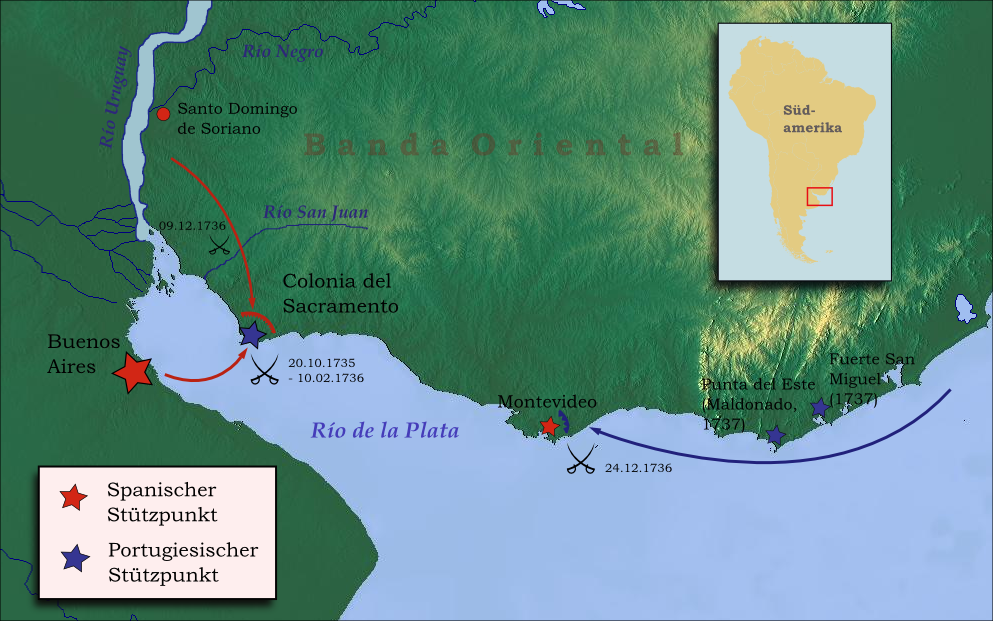
1737: Ende der Kampfhandlungen am Rio de la Plata

- 1737: Mit der Unterzeichnung des Vertrages von Paris endet der formell unerklärte Spanisch-Portugiesische Krieg in Südamerika.
- 1792: Jacob Johan Anckarström verübt bei einem Maskenball ein Attentat auf den schwedischen König Gustav III., welcher der Schussverletzung am 29. März erliegt. Das Ereignis liegt Giuseppe Verdis Oper Un ballo in maschera zugrunde.

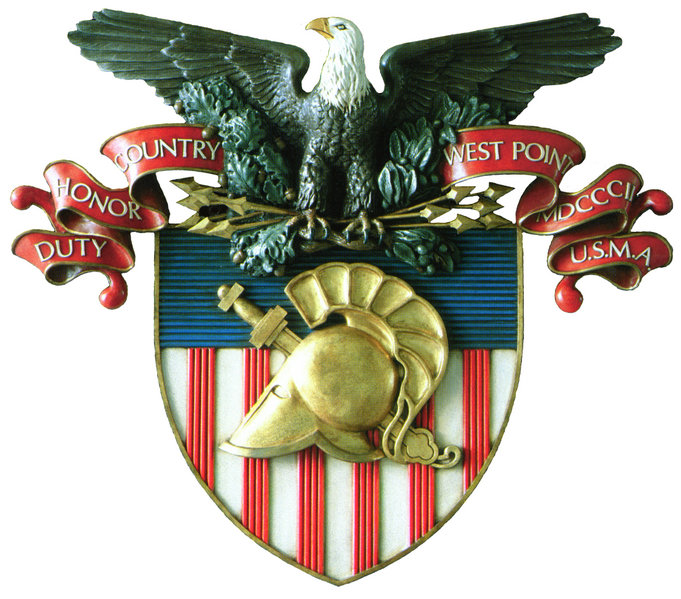
1802: Wappen der Militärakademie

- 1802: US-Präsident Thomas Jefferson wandelt durch Gesetz das Fort in West Point in eine Militärakademie um, um dem Mangel an Offizieren in der US-Army abzuhelfen.
- 1812: Während der Napoleonischen Kriege auf der Iberischen Halbinsel beginnt ein portugiesisch-britisches Heer unter Arthur Wellesley mit der Belagerung der französischen Garnison in Badajoz, die bis zum 6. April dauern wird.
- 1813: In Erfüllung der Konvention von Tauroggen mit Russland erklärt Preußen dem Kaiserreich Frankreich den Krieg und tritt damit in die Befreiungskriege gegen Napoleon Bonaparte (Sechster Koalitionskrieg) ein.
- 1815: Wilhelm I. nimmt den Titel König des Vereinigten Königreichs der Niederlande an. Sein Königreich besteht aus den Niederlanden, Belgien und Luxemburg.
- 1816: Mit dem Vertrag von Turin tritt das Königreich Sardinien-Piemont mehrere savoyische Gemeinden an den Kanton Genf ab.
- 1818: Die Überraschung von Cancha Rayada im chilenischen Streben nach Unabhängigkeit bringt den Spaniern einen Sieg über die von José de San Martín befehligte Andenarmee. Wegen höherer Verluste der siegreichen kolonialen Truppen im Vergleich zur Rebellenarmee gilt die Schlacht als Pyrrhussieg.

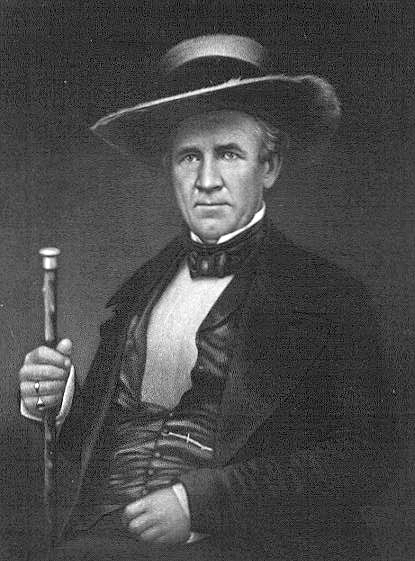
1861: Sam Houston

- 1861: Sam Houston weigert sich, den Amtseid auf die Konföderierten Staaten von Amerika abzulegen, und tritt als Gouverneur von Texas zurück. Sein Nachfolger wird zwei Tage später Edward Clark.

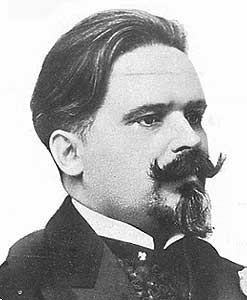
1916: António José de Almeida

- 1916: In Portugal wird wegen des Eintritts des Landes in den Ersten Weltkrieg eine große Koalitionsregierung, die „Regierung der geheiligten Einheit“, gebildet. António José de Almeida wird Regierungschef als Nachfolger von Afonso Costa, der das Finanzministerium übernimmt.
- 1917: Einen Tag nach der Übergabe der Regentschaft durch seinen Bruder Nikolaus II. im Zuge der Februarrevolution übergibt der russische Zar Michail II. die Macht an die provisorische Regierung unter Georgi Jewgenjewitsch Lwow und Alexander Fjodorowitsch Kerenski, ohne jedoch ausdrücklich abzudanken.

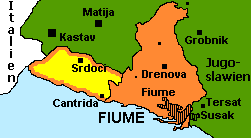
1924: Freistaat Fiume (orange: altes Stadtgebiet, gelb: 1920 angeschlossen)

- 1924: Entsprechend der im Vertrag von Rom festgehaltenen Übereinkunft mit dem Königreich der Serben, Kroaten und Slowenen annektiert Italien den unabhängigen Freistaat Fiume.
- 1935: Nach offizieller Nichtigkeitserklärung des Vertrags von Versailles seitens des Deutschen Reiches ordnet Adolf Hitler die Wiedereinführung der allgemeinen Wehrpflicht an. Gleichzeitig wird die Reichswehr in Wehrmacht umbenannt.
- 1936: Vor dem Wiener Landesgericht beginnt der „Große Sozialistenprozess“, ein Hochverratsprozess gegen Karl Hans Sailer, Maria Emhart und weitere Mitglieder der nach dem austrofaschistischen Verbot der Sozialdemokratischen Partei im Untergrund agierenden Revolutionären Sozialisten.
- 1939: Die am Vortag von der deutschen Wehrmacht unter Bruch des Münchner Abkommens vom September 1938 besetzte Zweite Tschechoslowakische Republik wird aufgelöst und von Adolf Hitler zum Protektorat Böhmen und Mähren des Großdeutschen Reiches erklärt. Die Karpatenukraine wird gleichzeitig von Ungarn besetzt und annektiert.
- 1945: Durch britische Bombardierung wird die Stadt Würzburg zu mehr als 80 Prozent zerstört. Rund 5000 Menschen kommen ums Leben.
- 1946: Am wegen Landesverrats verurteilten Journalisten Max Blokzijl wird als erstem Niederländer nach dem Zweiten Weltkrieg die Todesstrafe vollstreckt. Er hat nationalsozialistische Propaganda über den Rundfunk in der deutschen Besatzungszeit verbreitet.
- 1951: Das Gesetz über den Bundesgrenzschutz wird in der Zeit der Wiederbewaffnungsdiskussion verabschiedet. Der Sonderpolizei des Bundes ist anfangs die Grenzsicherung aufgegeben.
- 1965: Aus Protest gegen den Vietnamkrieg zündet sich die 82-jährige Friedensaktivistin Alice Herz in Detroit selbst an. Sie erliegt einen Tag später ihren Verletzungen.

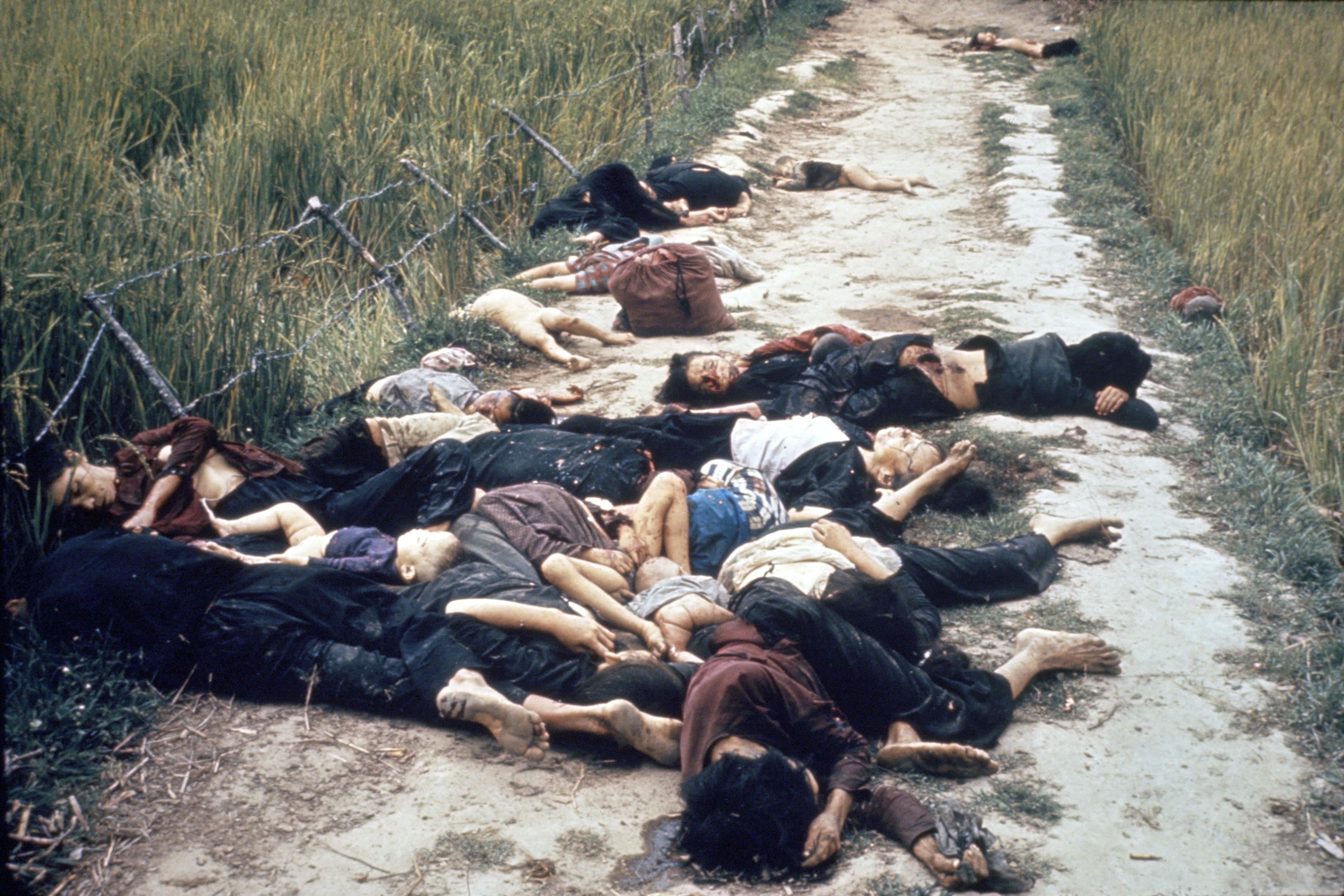
1968: Massaker von Mỹ Lai

- 1968: Im Vietnamkrieg bringen Angehörige der US Army zur Aufbesserung der Militärstatistik im südvietnamesischen Dorf My Lai über 500 Männer, Frauen und Kinder um, die sie als Angehörige des Vietcong bezeichnen. Erst das aktive Eingreifen des Hubschrauberpiloten Hugh Thompson junior beendet das Massaker von Mỹ Lai.

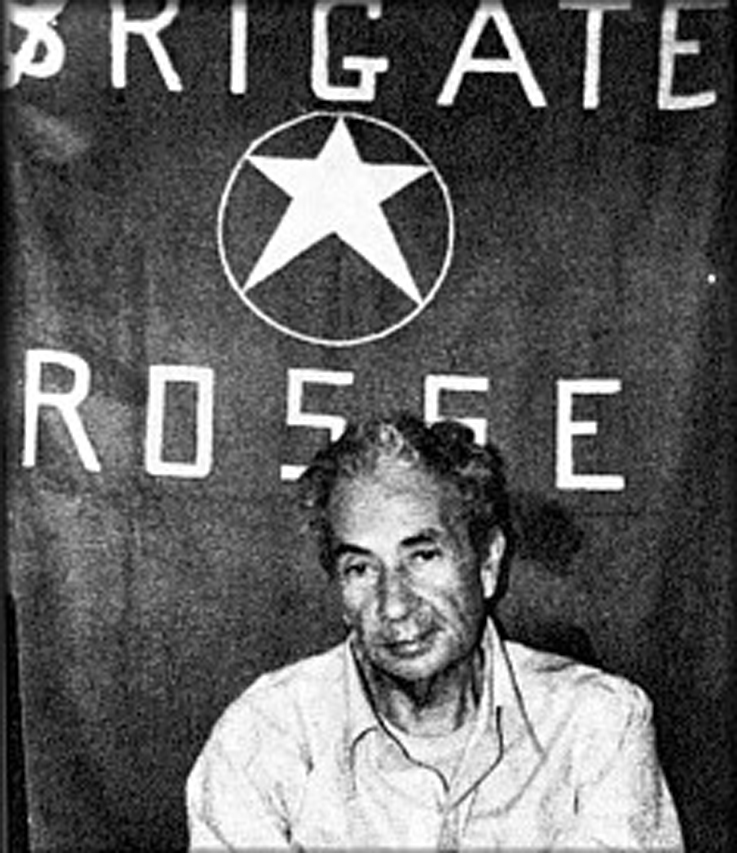
1978: Aldo Moro

- 1978: Der frühere italienische Ministerpräsident Aldo Moro wird von der Terrorgruppe Brigate Rosse (Rote Brigaden) entführt. Er wird 55 Tage später ermordet aufgefunden.
- 1984: In Beirut wird der örtliche CIA-Chef William F. Buckley von der Hisbollah entführt. Er stirbt nach 444 Tagen Gefangenschaft, während der er auch gefoltert wurde.
- 1986: Mit deutlicher Mehrheit wird in einer Schweizer Volksabstimmung der Beitritt des Landes zur UNO abgelehnt.
- 1988: Gegen Ende des Ersten Golfkriegs fliegt die irakische Luftwaffe einen Giftgasangriff auf die hauptsächlich von Kurden bewohnte Stadt Halabdscha im Nordosten des Irak. Rund 5.000 Menschen kommen bei dem von Ali Hasan al-Madschid angeordneten Angriff ums Leben, über 7.000 Menschen tragen dauerhafte Gesundheitsschäden davon.

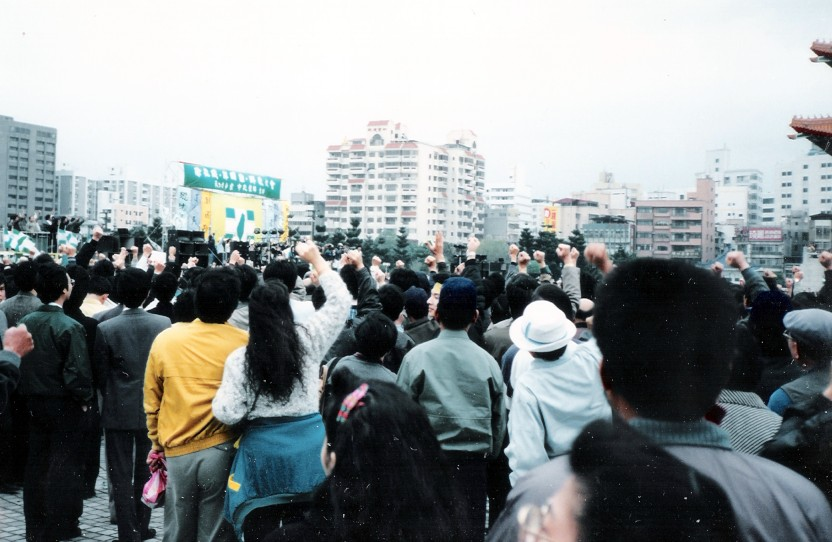
1990: Wilde-Lilien-Studentenproteste

- 1990: In Taipeh (Republik China auf Taiwan) beginnt die Wilde-Lilien-Bewegung, eine Studentenbewegung, die demokratische Reformen einfordert.
- 1994: Bei einer Brandstiftung an einem von Ausländern bewohnten Haus in Stuttgart sterben sieben Menschen, 16 weitere werden teils schwer verletzt.

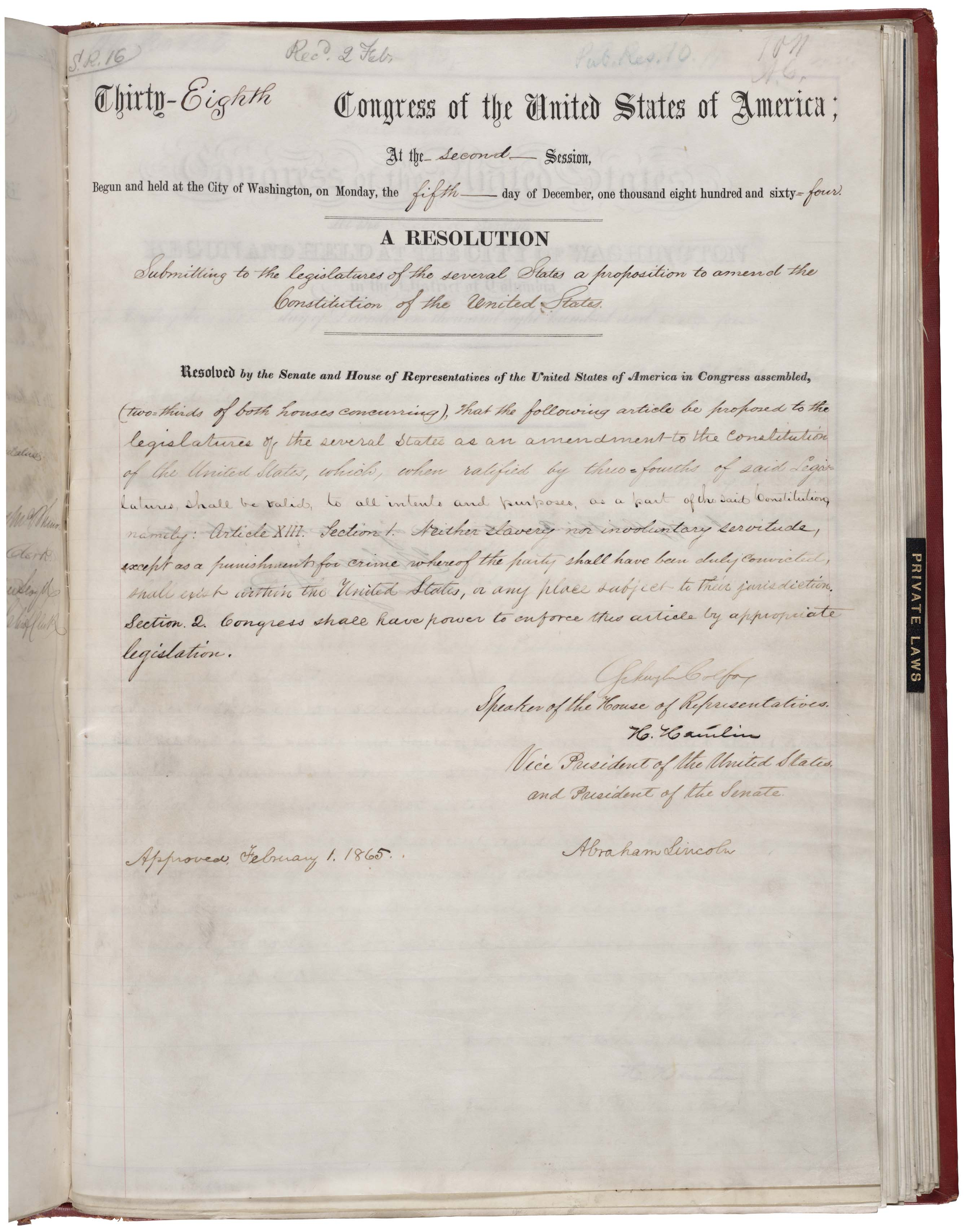
1995: Der 13. Zusatzartikel

- 1995: Mississippi ratifiziert als letzter US-Bundesstaat den 13. Zusatzartikel zur Verfassung der Vereinigten Staaten zur Abschaffung der Sklaverei, nachdem es die Ratifizierung 1865 abgelehnt hat.
- 1997: Der Kommandeur der militärischen Streitkräfte Papua-Neuguineas nimmt das Personal der Söldnertruppe Sandline International, mit der er eigentlich zusammenarbeiten sollte, fest und tritt damit die Sandline-Affäre im Konflikt um Bougainville los, die schließlich zum Rücktritt von Premierminister Julius Chan führt.

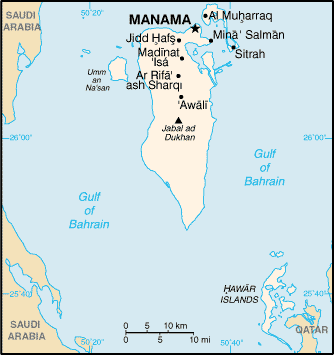
2001: Lage der Hawar-Inseln

- 2001: Im Streit um die Hawar-Inseln und einen Teil des gegenüberliegenden Festlands zwischen Bahrain und Katar spricht der Internationale Gerichtshof in Den Haag die Inseln Bahrain zu, das Festland Katar. Beide Länder unterwerfen sich dem Schiedsspruch und damit auch, als erste Staaten der Arabischen Halbinsel, der Internationalen Gerichtsbarkeit.
- 2008: Georg Rosenthal (SPD) gewinnt die Stichwahl um das Amt des Oberbürgermeisters der Stadt Würzburg gegen die Amtsinhaberin Pia Beckmann (CSU).
- 2014: In Vorbereitung auf die russische Annexion und die Installation der sogenannten Republik Krim führt die illegitime Regierung unter Sergei Aksjonow ein völkerrechtswidriges Referendum über den Status der Krim durch.
- 2018: Nach dem Wechsel von Bayerns bisherigen Ministerpräsidenten Horst Seehofer als Bundesinnenminister nach Berlin wählt der Landtag im Maximilianeum Markus Söder zu dessen Nachfolger.
- 2022: Luftangriff auf das Theater von Mariupol während der Belagerung von Mariupol.

### Wirtschaft
- 1867: Die Klassifikationsgesellschaft Germanischer Lloyd wird in Hamburg gegründet.
- 1886: Kaiser Wilhelm I. sanktioniert den Bau des Kaiser-Wilhelm-Kanals als Verbindung zwischen Nordsee und Ostsee.

1894: Carl Haber

- 1894: Da der erste Gründungsversuch vom April des Vorjahres vom Registergericht nicht anerkannt wird, findet in Hamburg eine formgerechte begründende Versammlung der Großeinkaufs-Gesellschaft Deutscher Consumvereine m.b.H. (GEG) durch die Bevollmächtigten Carl Haber und Ewald Fritsch statt.
- 1922: In München entsteht die Klavierfabrik Berdux als Aktiengesellschaft aus der Umwandlung des Einzelunternehmens.

### Wissenschaft und Technik
- 1798: Napoleon Bonaparte ruft im Auftrag des Direktoriums die Commission des sciences et es arts ins Leben, eine multidisziplinäre Expertengruppe, die ihn auf dem Feldzug nach Ägypten begleiten soll.
- 1842: Das Dampfschiff HMS Driver startet von England aus zur ersten Dampferfahrt rund um die Erde. Das Kriegsschiff kehrt nach verschiedenen Einsätzen im Jahr 1847 zurück.

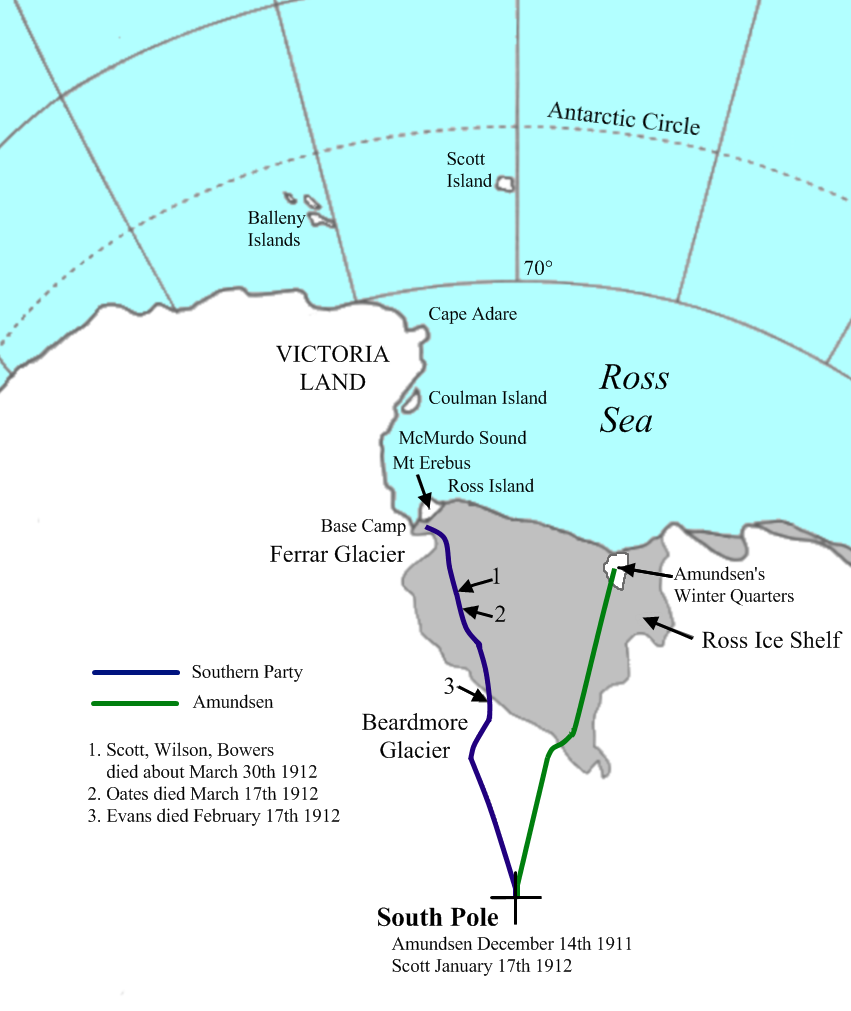
1912: Die Terra Nova-Expedition (blau)

- 1912: An seinem 32. Geburtstag verlässt Lawrence Oates aus gesundheitlichen Gründen die Terra-Nova-Expedition von Robert Falcon Scott; vermutlich stirbt er noch am selben Tag an Entkräftung.
- 1926: Der US-amerikanische Raketenpionier Robert Goddard führt mit Unterstützung der Smithsonian Institution den ersten erfolgreichen Start einer Flüssigkeitsrakete durch.
- 1942: In der Heeresversuchsanstalt in Peenemünde findet der erste Versuchsstart einer V-2-Rakete statt. Die Rakete explodiert bei der Zündung.
- 1962: Die Sowjetunion startet von der Raketenbasis Kapustin Jar aus den ersten Satelliten der Kosmos-Serie, Kosmos 1.

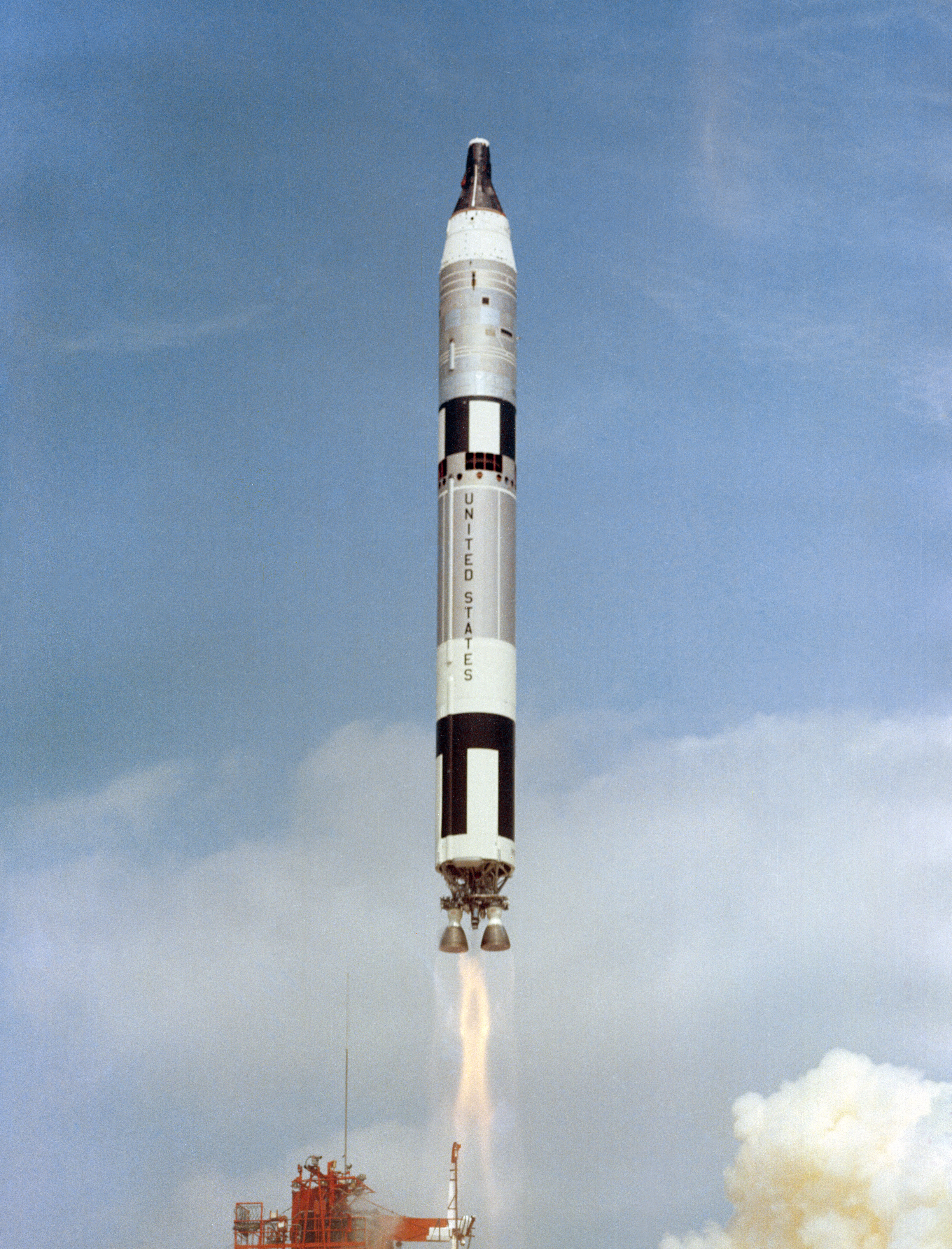
1966: Start von Gemini 8

- 1966: Die beiden amerikanischen Astronauten Neil Armstrong und David Randolph Scott schaffen mit Gemini 8 das erste Kopplungsmanöver, indem sie an eine vorher von einer Atlas-Rakete ins All gebrachte Agena-Stufe andocken.
- 1983: In Ismaning wird der letzte aus Holz gebaute Sendeturm in Deutschland wegen Baufälligkeit gesprengt.

### Kultur
- 1765: Die Uraufführung der komischen Oper Le Tonnelier von François-Joseph Gossec und anderen erfolgt an der Comédie Italienne in Paris.
- 1831: Victor Hugo veröffentlicht in Paris seinen historischen Roman Notre Dame de Paris (Der Glöckner von Notre-Dame).
- 1833: Die Oper Beatrice di Tenda von Vincenzo Bellini wird im Teatro La Fenice in Venedig uraufgeführt.

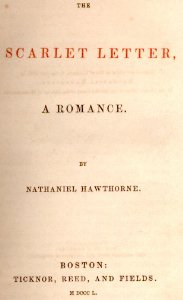
1850: Erstausgabe von The Scarlet Letter

- 1850: Nathaniel Hawthornes Roman The Scarlet Letter erscheint erstmals.
- 1894: Die Uraufführung der Oper Thaïs von Jules Massenet mit einem Libretto von Louis Gallet basierend auf dem gleichnamigen Roman von Anatole France findet an der Grand Opéra Paris statt und wird kritisch aufgenommen.
- 1901: In Moskau erlebt die 1. Sinfonie von Alexander Skrjabin ihre erste vollständige Aufführung (mit Chorfinale).
- 1904: In Deutschland wird die Buchausgabe des Schauspiels Der Reigen von Arthur Schnitzler von den Behörden verboten.
- 1904: Die Uraufführung der Oper La Fille de Roland von Henri Rabaud erfolgt an der Opéra-Comique in Paris.
- 1905: Die tragische Oper Amica von Pietro Mascagni auf das Libretto von Paul de Choudens wird am Théâtre du Casino in Monte-Carlo uraufgeführt.
- 1923: Der Unbestechliche von Hugo von Hofmannsthal wird im Wiener Raimundtheater uraufgeführt.
- 1932: Die Uraufführung der Oper Maria Egiziaca von Ottorino Respighi findet an der Carnegie Hall in New York statt.
- 1967: Die Komödie Der Wiedertäufer von Friedrich Dürrenmatt wird im Schauspielhaus Zürich uraufgeführt.
- 1969: Das Ballett Der Widerspenstigen Zähmung von John Cranko (Libretto, Choreografie) und Kurt-Heinz Stolze (Musik) wird vom Stuttgarter Ballett im Großen Haus der Württembergischen Staatstheater in Stuttgart uraufgeführt.
- 1979: Der Spielfilm The China Syndrome mit Jane Fonda, Jack Lemmon und Michael Douglas in den Hauptrollen kommt in die Kinos der USA. Der Thriller über einen Reaktorunfall erfährt nur wenig später massives Medienecho, als am 28. März auf Three Mile Island tatsächlich eine Kernschmelze passiert.

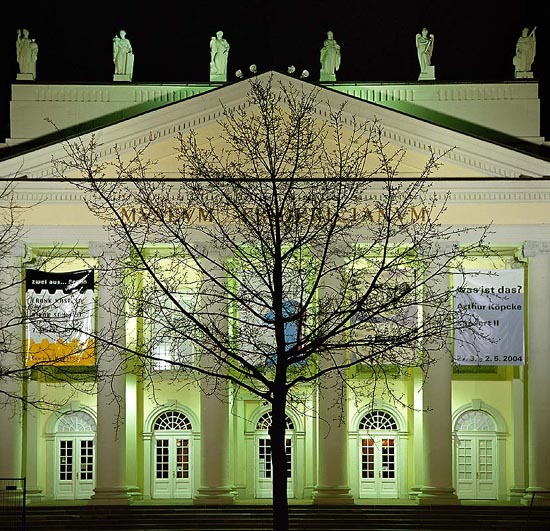
1982: Erste gepflanzte Eiche

- 1982: Im Vorfeld der documenta 7 pflanzt Joseph Beuys vor dem Kasseler Fridericianum den ersten Baum seines Projekts 7000 Eichen – Stadt-verwaldung statt Stadt-Verwaltung.
- 2013: Die Installation Big Air Package von Christo im Inneren des Gasometers Oberhausen beginnt.

### Gesellschaft
- 1914: Henriette Caillaux erschießt den Chefredakteur des Le Figaro, Gaston Calmette, weil dieser gedroht hat, Liebesbriefe ihres Ehemannes, des früheren Premierministers Joseph Caillaux an sie aus einer Zeit zu veröffentlichen, als er noch mit einer anderen Frau verheiratet war. Sie wird später wegen „unkontrollierbarer weiblicher Emotionen“ freigesprochen.

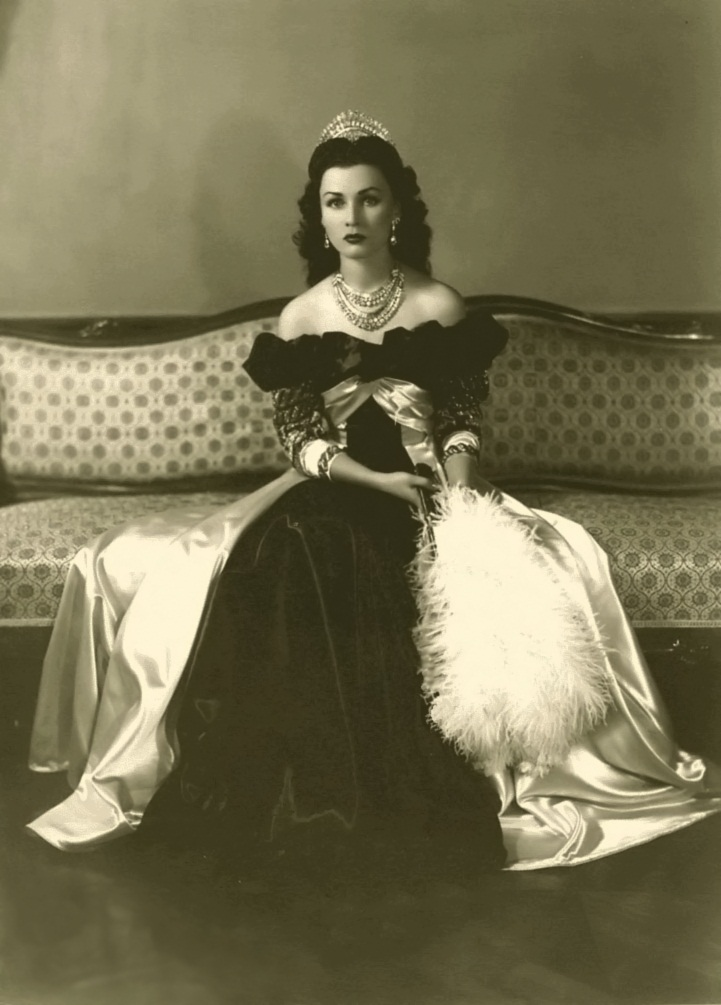
1939: Fausia als Königin von Persien

- 1939: Der zukünftige iranische Schah Mohammad Reza Pahlavi heiratet die ägyptische Prinzessin Fausia.

### Religion
- 1517: In Rom endet das fünfte Laterankonzil. Die eingeleitete Kirchenreform stockt bei einigen theologischen Streitpunkten wegen Uneinigkeit.

### Katastrophen
- 1906: Ein Erdbeben der Stärke 7,1 in Chiayi (Kagi), Taiwan, fordert etwa 1300 Tote.
- 1925: Ein Erdbeben der Stärke 7,1 in der Provinz Yunnan, Volksrepublik China, fordert etwa 5000 Tote.
- 1962: Auf dem Flying-Tiger-Line-Flug 7815/13 verschwindet eine Lockheed Super Constellation mit 107 Insassen zwischen Guam und den Philippinen spurlos im Pazifik.
- 1969: Eine venezolanische Douglas DC-9 mit 83 Menschen an Bord stürzt in einen Vorort von Maracaibo, Venezuela. 155 Menschen sterben, 100 werden verletzt.

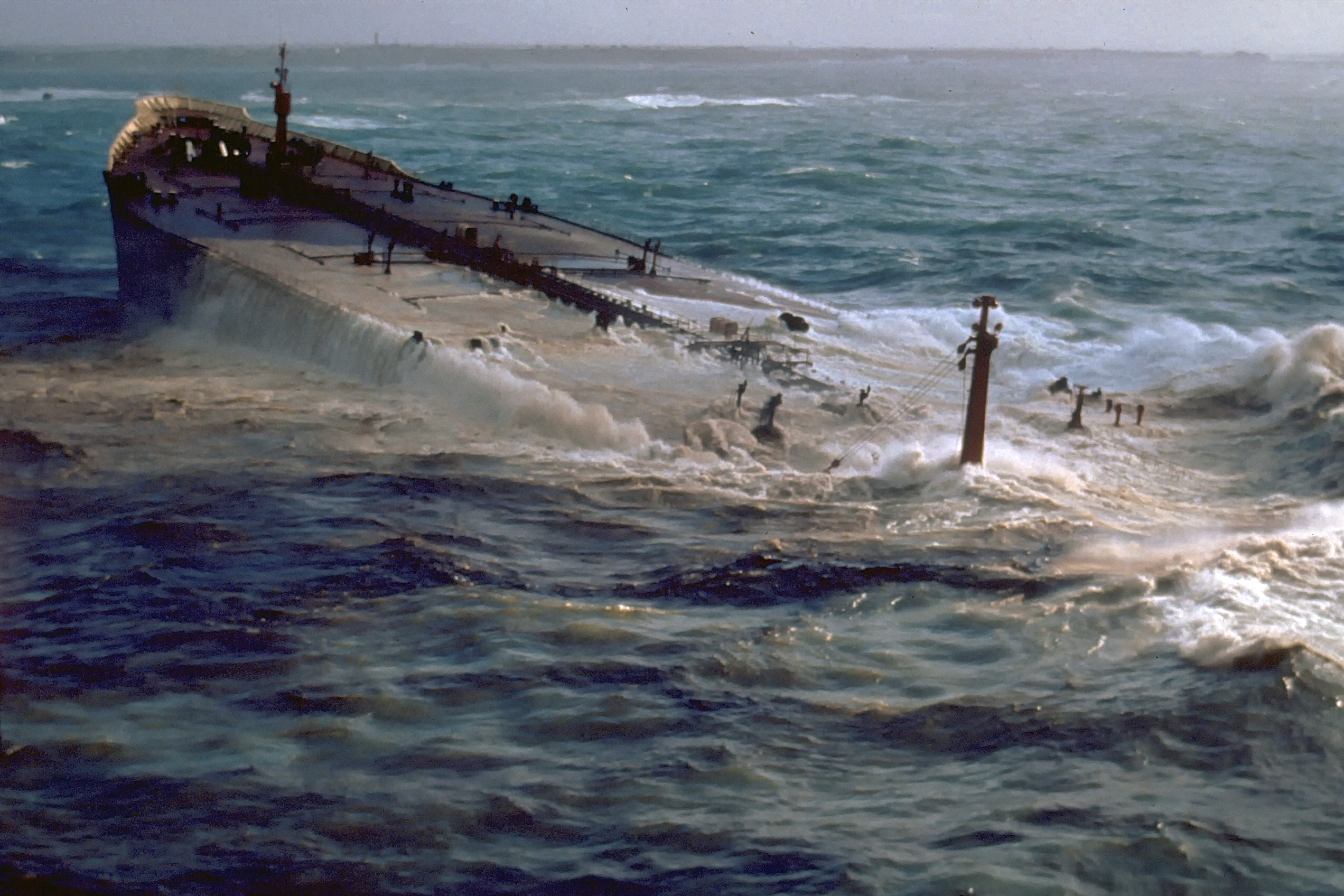
1978: Die verunglückte Amoco Cadiz

- 1978: Die Havarie des Öltankers Amoco Cadiz verursacht in den folgenden Wochen an der bretonischen Küste eine schwere Ölpest.
- 2020: Wegen der COVID-19-Pandemie in Bayern wird landesweit der Katastrophenfall ausgerufen.[1]

Kleinere Unglücksfälle sind in den Unterartikeln von Katastrophe und in der Liste von Katastrophen aufgeführt.

### Sport
- 1872: In Großbritannien findet das erste Fußball-Pokalendspiel im FA Cup statt. Der Londoner Fußballclub Wanderers FC gewinnt gegen die Royal Engineers AFC mit 1:0.
- 1898: In Turin wird der italienische Fußballverband Federazione Italiana Giuoco Calcio gegründet, um Spiele und Meisterschaften zu organisieren.
- 1905: In Mainz wird der Sportverein 1. FSV Mainz 05 gegründet. Andere Quellen geben jedoch den 27. März als Gründungsdatum an.
- 1970: Der Deutsche Sportbund startet die Trimm-dich-Bewegung mit der Kampagne Trimm dich – durch Sport!
- 1996: Mike Tyson gewinnt seinen Boxkampf gegen Frank Bruno im MGM Grand Hotel, Las Vegas, durch technischen K. o. und wird damit Weltmeister im Schwergewicht.
- 2000: Der Formel-1-Rennstall Benetton Formula wird für 120 Millionen US-Dollar verkauft und geht nach Ende der Rennsaison 2001 im Renault F1-Team auf.
- 2002: Mit der Schlussfeier enden in Salt Lake City die Winter-Paralympics 2002, bei denen Deutschland mit 17 Goldmedaillen die mit Abstand erfolgreichste Mannschaft gestellt hat.

Einträge von Leichtathletik-Weltrekorden befinden sich unter der jeweiligen Disziplin unter Leichtathletik.

## Geboren

### Vor dem 18. Jahrhundert

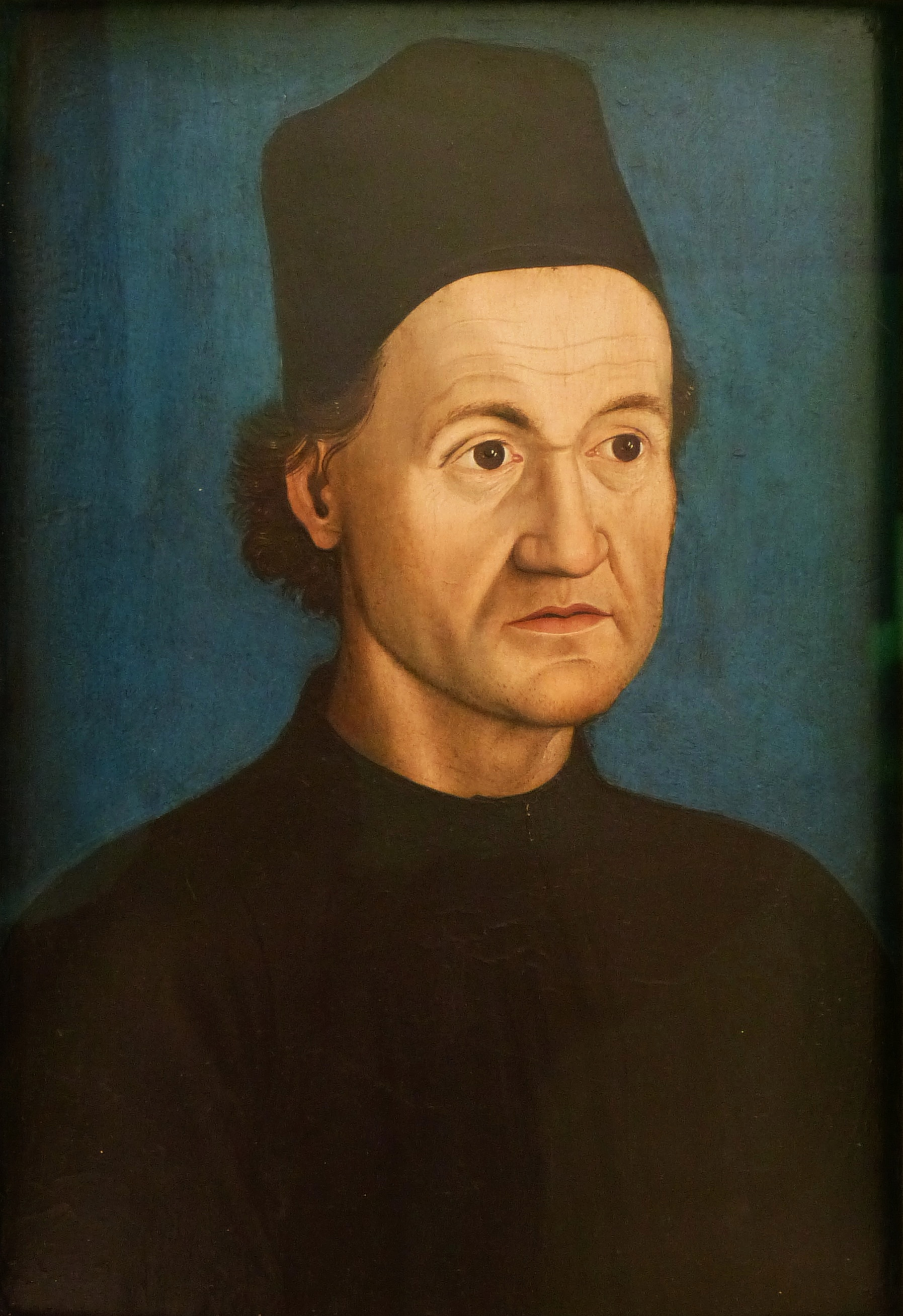
Johann Geiler von Kaysersberg (* 1445)

- 1445: Johann Geiler von Kaysersberg, deutscher Prediger und Theologe
- 1453: Gonzalo Fernández de Córdoba y Aguilar, spanischer General und Staatsmann
- 1465: Kunigunde von Österreich, österreichische Adlige, Herzogin von Bayern-München und Bayern
- 1473: Heinrich der Fromme, Herzog von Sachsen
- 1508: Sebastian von Heusenstamm, Erzbischof von Mainz, Reichserzkanzler
- 1581: Pieter Corneliszoon Hooft, niederländischer Dichter, Historiker und Dramatiker
- 1585: Gerbrand Bredero, niederländischer Schriftsteller
- 1596: Ebba Brahe, schwedische Hofdame und Geschäftsfrau
- 1597: David Gloxin, Bürgermeister und Diplomat der Hansestadt Lübeck
- 1598: Hieronymus Müller von Berneck, deutscher Unternehmer
- 1621: Georg Neumark, deutscher Komponist von Kirchenliedern
- 1623: Andreas Herold, deutscher Stück- und Glockengießer
- 1631: Johann Adolf von Fürstenberg, deutscher katholischer Geistlicher und Diplomat
- 1639ː Sophia Juliane von Schwarzburg-Rudolstadt, deutsche Dichterin geistlicher Lieder
- 1641: Philipp Matthäus, niederländischer Mediziner
- 1648: Wolfgang Dientzenhofer, deutscher Baumeister des Barock
- 1654: Andreas Acoluthus, deutscher Orientalist und Sprachforscher
- 1657ː Susanna Elisabeth Zeidler, deutsche Dichterin
- 1663: Christoph Hackner, schlesischer Architekt
- 1665: Giuseppe Maria Crespi, italienischer Maler und Radierer
- 1666: Taco Hajo van den Honert, deutscher reformierter Theologe
- 1670: Pierre Parrocel, französischer Maler

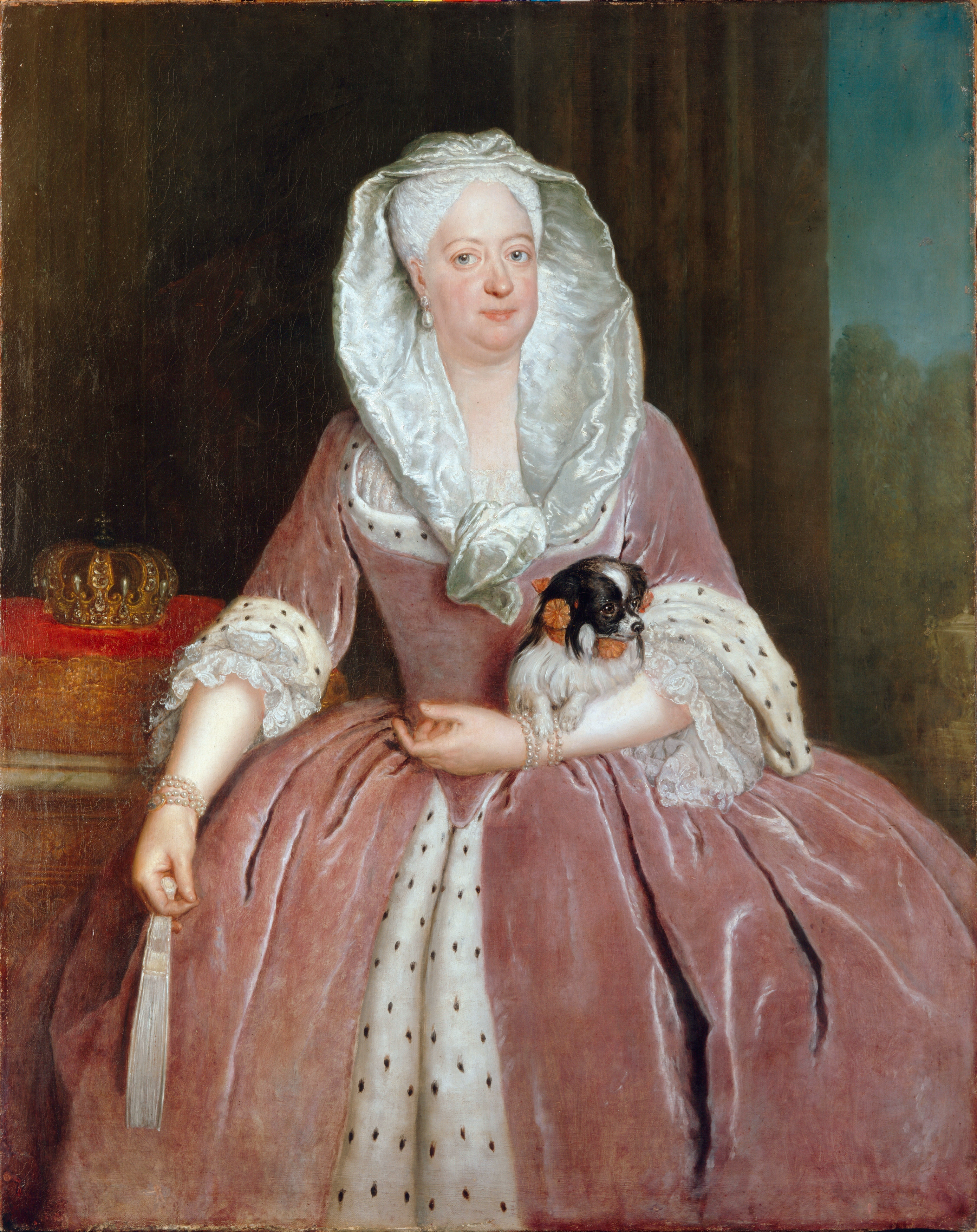
Sophie Dorothea von Hannover (* 1687)

- 1687: Sophie Dorothea von Hannover, als Ehefrau Friedrich Wilhelms I. Königin von Preußen
- 1688: Christina Sophia von Ostfriesland, Fürstin von Schwarzburg-Rudolstadt
- 1693: Johann Engelhard Steuber, deutscher lutherischer Theologe
- 1695: William Greene, britischer Kolonialpolitiker, Gouverneur der Colony of Rhode Islands and Providence Plantations

### 18. Jahrhundert
- 1701: Daniel Salthenius, schwedischer Pädagoge und evangelischer Theologe
- 1716: Eberhard Heinrich Daniel Stosch, deutscher reformierter Theologe
- 1719: Georg Ludwig von Schleswig-Holstein-Gottorf, preußischer Generalleutnant und kaiserlich-russischer Generalfeldmarschall
- 1726: Elisabeth Augusta, letzte Angehörige der Linie Baden-Baden des Hauses Baden
- 1728: Margareta Moller, deutsche Schriftstellerin und Ehefrau Klopstocks
- 1729: Maria Luise Albertine zu Leiningen-Dagsburg-Falkenburg, Großmutter der preußischen Königin Luise
- 1732: Emanuel Merian, Schweizer evangelischer Geistlicher
- 1739: George Clymer, US-amerikanischer Politiker, Unterzeichner der Unabhängigkeitserklärung der Vereinigten Staaten
- 1741: Carlo Amoretti, italienischer Gelehrter
- 1742: Georg Johann Ludwig Vogel, deutscher Orientalist und evangelischer Theologe
- 1744: Nicolas-Germain Léonard, französischer Dichter und Romanautor
- 1745: Johann Wilhelm Cornelius von Königslöw, deutscher Organist und Komponist
- 1750: Caroline Herschel, deutsche Astronomin
- 1751: James Madison, US-amerikanischer Politiker, 4. Präsident der USA, Außenminister, Mitautor der Verfassung, entwarf die Bill of Rights
- 1752: Antoine Joseph Santerre, französischer Nationalgardist
- 1756: Jean-Baptiste Carrier, französischer Revolutionär
- 1757: Bengt Lidner, schwedischer Dichter
- 1760: Heinrich Meyer, Schweizer Maler und Kunstschriftsteller
- 1768: Johann Friedrich von Waldeck, französischer Antiquar, Kartograf und Maler
- 1771: Antoine-Jean Gros, französischer Maler
- 1774: Matthew Flinders, britischer Forschungsreisender
- 1777: Gottlieb Kiessling, deutscher Pädagoge und Altphilologe
- 1789: Francis Rawdon Chesney, britischer General und Forscher
- 1789: Georg Simon Ohm, deutscher Physiker (Ohmsches Gesetz), Namensgeber für den elektrischen Widerstand
- 1793: Anton Greven, deutscher Verleger
- 1799: Anna Atkins, britische Botanikerin und Fotopionierin
- 1800: Ninkō, 120. Kaiser von Japan

### 19. Jahrhundert
- 1801: Joseph Anton Bohl, deutscher Orgelbauer
- 1815: Wilhelm Boshart, deutscher Landschaftsmaler
- 1818: George Paget, britischer Politiker und General
- 1820: Enrico Tamberlik, italienischer Opernsänger (Tenor)

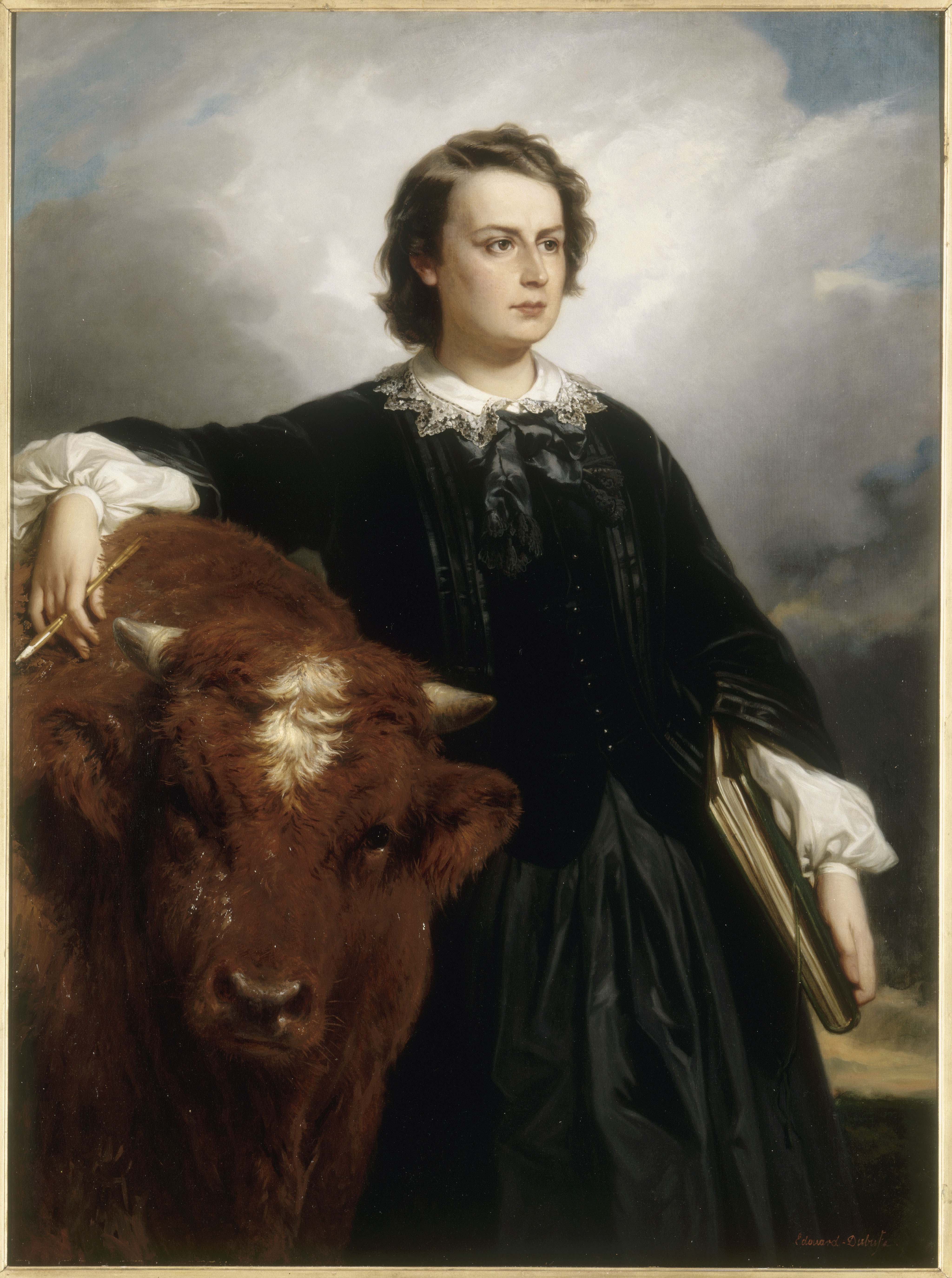
Rosa Bonheur (* 1822)

- 1822: Rosa Bonheur, französische Malerin
- 1827: John Baptiste Calkin, britischer Organist, Komponist und Musikpädagoge
- 1829: Ignaz von Ephrussi, russischer Bankier
- 1834: Otto Kitzler, deutscher Dirigent und Cellist
- 1837: Augustin Gretillat, Schweizer Geistlicher und Hochschullehrer

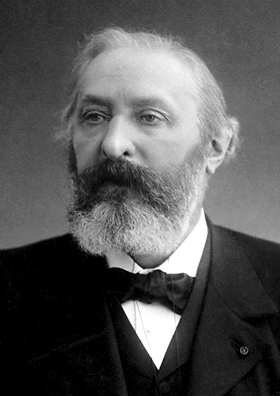
Sully Prudhomme (* 1839)

- 1839: Sully Prudhomme, französischer Dichter, erster Nobelpreisträger für Literatur
- 1840: Gaspard André, französischer Architekt
- 1840: Oskar Rauter, deutscher Unternehmer, Direktor der Rheinischen Glashütten-Actien-Gesellschaft
- 1840: Georg von der Gabelentz, deutscher Sinologe
- 1846: Magnus Gösta Mittag-Leffler, schwedischer Mathematiker
- 1851: Otto Bardenhewer, deutscher Theologe
- 1851: Martinus Willem Beijerinck, niederländischer Mikrobiologe
- 1851: Franz Hitze, deutscher Theologe und Politiker, MdL, MdR
- 1853: Heinrich Kayser, deutscher Physiker
- 1853: Josef Schey von Koromla, österreichischer Rechtswissenschaftler
- 1856: Heinrich Albrecht, deutscher Sozialpolitiker und Wohnungsreformer
- 1856: Tancrède Auguste, haitianischer General und Politiker, Staatspräsident
- 1856: Napoléon Eugène Louis Bonaparte, französischer kaiserlicher Prinz
- 1858: Bernhard Buttersack, deutscher Landschafts-/Freilichtmaler
- 1859: Alexander Stepanowitsch Popow, russischer Physiker, Pionier der Funktechnik
- 1860: Sidney Luxton Loney, britischer Mathematiker
- 1860: Sidonie Werner, deutsche Sozialpolitikerin und Frauenrechtlerin, Mitbegründerin des Jüdischen Frauenbundes
- 1861: Clara Weaver Parrish, US-amerikanische Malerin, Designerin, Druckgrafikerin und Glasmalerin
- 1865: Aspazija, lettische Lyrikerin, Dramatikerin und Frauenrechtlerin
- 1865: Hans Georg Achelis, deutscher Theologe, Kirchenhistoriker, Christlicher Archäologe und Universitätsprofessor
- 1867: Paul Amlehn (der Ältere), Schweizer Bildhauer
- 1871: András L. Áchim, ungarischer Politiker
- 1872: Hermine Heusler-Edenhuizen, deutsche Frauenärztin
- 1874: Christian Eckert, deutscher Wirtschaftswissenschaftler, Rektor der Universität zu Köln
- 1875: Percy MacKaye, US-amerikanischer Dramatiker und Dichter
- 1877: Léo-Ernest Ouimet, kanadischer Kinodirektor, Filmverleiher und -produzent
- 1878: Edward Larrabee Adams, US-amerikanischer Romanist und Provenzalist

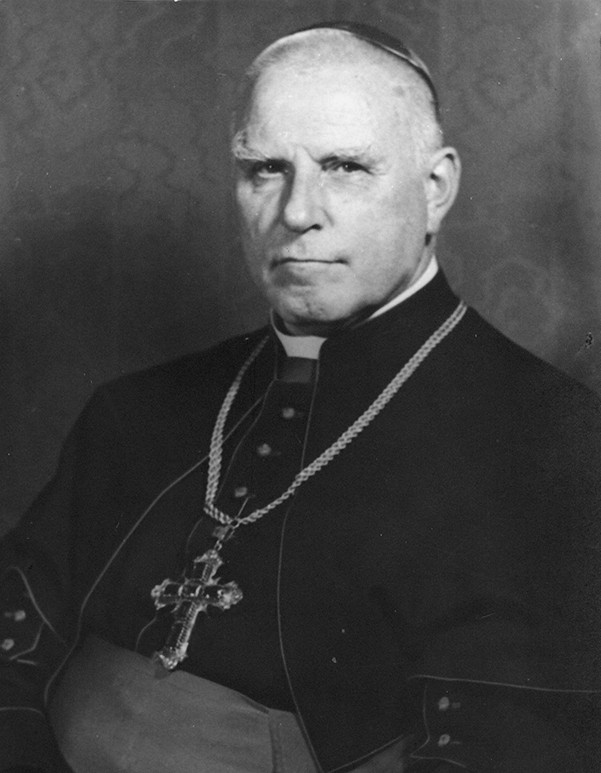
Clemens August Graf von Galen
(* 1878)

- 1878: Clemens August Graf von Galen, deutscher Geistlicher, Bischof von Münster, Kardinal, Kritiker des Nationalsozialismus
- 1878: Agamemnon Schliemann, griechischer Politiker und Diplomat, Sohn Heinrich Schliemanns
- 1881: Vicente Tosta Carrasco, honduranischer Offizier und Politiker, Minister, Staatspräsident
- 1882: Josef Aicher, österreichischer Architekt und Baumeister
- 1882: Paul Lejeune-Jung, deutscher Volkswirtschaftler und Politiker, MdR, Syndikus, Widerstandskämpfer gegen den Nationalsozialismus
- 1883: Leopold Arzt, österreichischer Mediziner
- 1883: Leo Schwering, deutscher Historiker, Philologe, Gymnasiallehrer und Politiker, MdL
- 1884: Alexander Beljajew, russischer Schriftsteller
- 1885: Giacomo Benvenuti, italienischer Musikwissenschaftler und -herausgeber, Komponist und Organist
- 1885: Otto-Wilhelm Förster, deutscher General
- 1887: Valentine Hugo, französische Malerin
- 1888: Lenka von Koerber, deutsche Journalistin und Schriftstellerin
- 1889: Friedrich Fehér, österreichischer Schauspieler und Filmregisseur
- 1889: Reggie Walker, südafrikanischer Leichtathlet, Olympiasieger
- 1890: Anton Plankensteiner, österreichischer Politiker, Landeshauptmann von Vorarlberg, MdR
- 1891: Dezyderiusz Danczowski, polnischer Cellist und Musikpädagoge
- 1891: Zoltán Oroszlán, ungarischer Archäologe, Kunsthistoriker und Museologe
- 1891: Juozas Žilevičius, litauischer Komponist, Organist, Musikpädagoge und -wissenschaftler
- 1892: Hans Androschin, österreichischer Kameramann
- 1892: Lucien Daveluy, kanadischer Organist, Komponist und Musikpädagoge
- 1892: Anna Dengel, österreichische Ärztin und Ordensschwester
- 1892: Nikolai Dmitrijewitsch Kondratjew, russischer Wirtschaftswissenschaftler
- 1892: Gerda Weneskoski, finnische Pianistin und Musikpädagogin
- 1893: Humphrey Cook, britischer Autorennfahrer
- 1893: Théodore Le Du, französischer Autorennfahrer
- 1893: Friedrich von Basse, deutscher Regierungsbeamter, Politiker und Hochschullehrer, Oberbürgermeister von Weißenfels und Wittenberg, MdL
- 1893: Herbert von Bose, deutscher Offizier, Nachrichtendienstler, Staatsbeamter und Widerstandskämpfer gegen den Nationalsozialismus
- 1895: José Gabriel Anaya y Diez de Bonilla, mexikanischer Geistlicher, Bischof von Zamora
- 1897: Conrad Nagel, US-amerikanischer Schauspieler
- 1898: Jakob Haringer, deutscher Schriftsteller
- 1898: Alina de Silva, peruanische Sängerin und Schauspielerin
- 1899: Franz Josef Brecht, deutscher Professor
- 1899: Ok Formenoy, niederländischer Fußballspieler
- 1900: Werner Eggerath, deutscher Schriftsteller, Widerstandskämpfer und Politiker, MdL, Landesminister, Ministerpräsident von Thüringen, Mitglied der Volkskammer, Botschafter
- 1900: Willy Guggenheim, Schweizer Kunstmaler

### 20. Jahrhundert

#### 1901–1925
- 1901: Walter Erich Schäfer, deutscher Schriftsteller und Dramaturg, Generalintendant des Württembergischen Staatstheaters Stuttgart
- 1902: André Bovon, Schweizer Geistlicher
- 1903: Mike Mansfield, US-amerikanischer Politiker, Senator, Botschafter
- 1905: Elisabeth Flickenschildt, deutsche Bühnen- und Filmschauspielerin
- 1906: Anne Dittmer, deutsche Malerin und Buchillustratorin
- 1906: Dora Riedel, chilenische Architektin
- 1906: Buddy Starcher, US-amerikanischer Countrymusiker
- 1906: Lloyd Waner, US-amerikanischer Baseballspieler
- 1907: Robert Murton-Neale, britischer Autorennfahrer
- 1907: Alexander Solomon Wiener, US-amerikanischer Serologe, Mitentdecker des Rhesusfaktors
- 1908: René Daumal, französischer Schriftsteller
- 1908: Robert Rossen, US-amerikanischer Drehbuchautor, Filmregisseur und Produzent
- 1909: Fred Adlmüller, deutsch-österreichischer Modeschöpfer
- 1910: Hugo Nünlist, Schweizer Höhlenforscher und Autor
- 1910: Yank Rachell, US-amerikanischer Blues-Musiker
- 1911: Sybille Bedford, deutsch-britische Journalistin und Schriftstellerin
- 1911: Bob Foster, britischer Motorradrennfahrer
- 1911: Pierre Harmel, belgischer Rechtswissenschaftler und Politiker, mehrfacher Minister, Premierminister

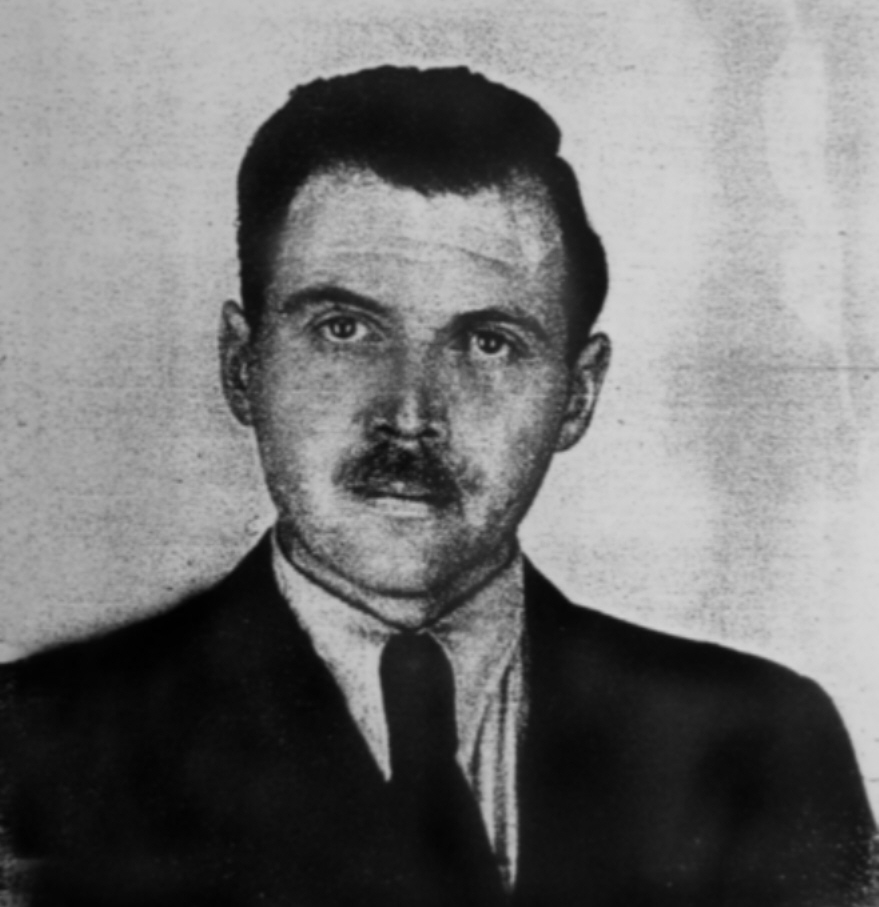
Josef Mengele (* 1911)

- 1911: Josef Mengele, deutscher Arzt, verantwortlich für Selektionen und Menschenversuche, Kriegsverbrecher („Todesengel von Auschwitz“)
- 1912: C. Elmer Anderson, US-amerikanischer Politiker, Gouverneur von Minnesota
- 1912: Jupp Arents, deutscher Radrennfahrer
- 1913: Eduard Josef Gübelin, Schweizer Pionier der Edelsteinforschung
- 1913: Carmelo Arden Quin, uruguayischer Künstler
- 1913: Rudi Schuricke, deutscher Sänger und Schauspieler
- 1915: Haldun Taner, türkischer Schriftsteller
- 1915: Kodaira Kunihiko, japanischer Professor der Mathematik
- 1916: Gerhard Ahnfeldt, deutscher Zeichner und Maler
- 1916: Mercedes McCambridge, US-amerikanische Schauspielerin
- 1918: Frederick Reines, US-amerikanischer Physiker, Nobelpreisträger
- 1920: John Addison, britischer Komponist
- 1920: Dorothea Binz, deutsche Oberaufseherin im Konzentrationslager Ravensbrück
- 1920: Tonino Guerra, italienischer Lyriker und Drehbuchautor
- 1920: Traudl Junge, deutsche Privatsekretärin Adolf Hitlers
- 1920: Buster Ramsey, US-amerikanischer American-Football-Spieler und -Trainer
- 1921: Josef van Eimern, deutscher Forst- und Agrarmeteorologe
- 1921: Anne Truitt, US-amerikanische Bildhauerin des Minimalismus
- 1922: Zdeněk Liška, tschechischer Komponist
- 1923: Bruno Augenstein, deutschamerikanischer Mathematiker und Physiker
- 1923: Heinz Wallberg, deutscher Dirigent
- 1924: Wolfgang Kieling, deutscher Schauspieler
- 1924: Michael Seifert, russlanddeutscher Aufseher in einem NS-Durchgangslager, Kriegsverbrecher
- 1925: Alessandro Alessandroni, italienischer Musiker
- 1925: Luis E. Miramontes, mexikanischer Chemiker, Miterfinder der ersten Antibabypille
- 1925: Joachim Raffert, deutscher Journalist und Politiker, MdB, Parlamentarischer Staatssekretär
- 1925: Helga Rammow, deutsche Ethnologin

#### 1926–1950
- 1926: Rosmarie Bleuer, Schweizer Skirennfahrerin
- 1926: Jerry Lewis, US-amerikanischer Schauspieler, Regisseur und Produzent
- 1927: Gert Andreae, deutscher Schauspieler
- 1927: Bruno Auderset, schweizerischer Journalist
- 1927: Ruby Braff, US-amerikanischer Kornettist
- 1927: Gerhard Hofmann, deutscher Fußballtrainer
- 1927: Wladimir Michailowitsch Komarow, sowjetischer Kosmonaut
- 1928: Christa Ludwig, deutsche Opern- und Konzertsängerin (Mezzosopran)
- 1928: Karl Otto Meyer, deutsch-dänischer Journalist und Politiker, MdL

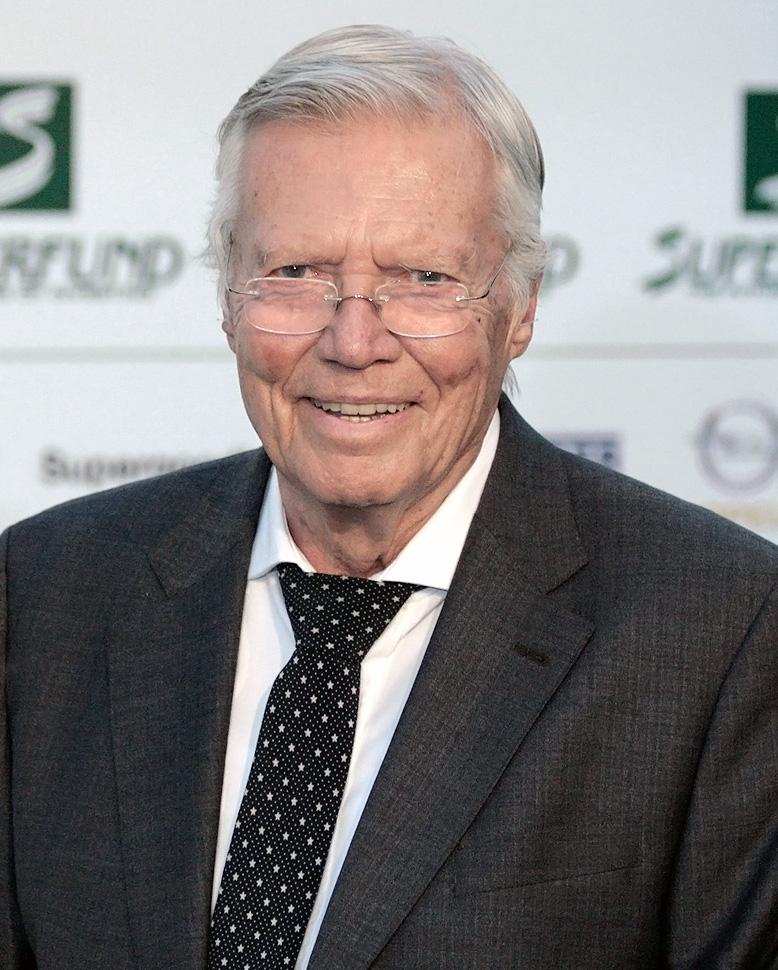
Karlheinz Böhm (* 1928)

- 1928: Karlheinz Böhm, österreichisch-äthiopischer Schauspieler, Gründer der Hilfsorganisation Menschen für Menschen
- 1928: Rudolf Sigl, deutscher Astronom und Geodät (Satellitengeodäsie)
- 1928: Wakanohana Kanji I., japanischer Sumoringer und 45. Yokozuna
- 1929: Edwin London, US-amerikanischer Komponist, Hornist, Dirigent und Musikpädagoge
- 1929: Armand Meffre, französischer Schauspieler und Dramatiker
- 1929: Harry Schwarzwälder, Bremer Heimatforscher
- 1929: Nadja Tiller, österreichische Schauspielerin
- 1930: Tommy Flanagan, US-amerikanischer Jazzpianist
- 1930: Lotte Ledl, österreichische Schauspielerin
- 1930: Peter Lindner, deutscher Automobilrennfahrer
- 1930: Ellen Tiedtke, deutsche Schauspielerin und Kabarettistin
- 1931: Ernst Hilbich, deutscher Schauspieler
- 1931: Theo Altmeyer, deutscher Tenor und Professor für Gesang
- 1931: Augusto Boal, brasilianischer Regisseur, Theaterautor und Theatertheoretiker

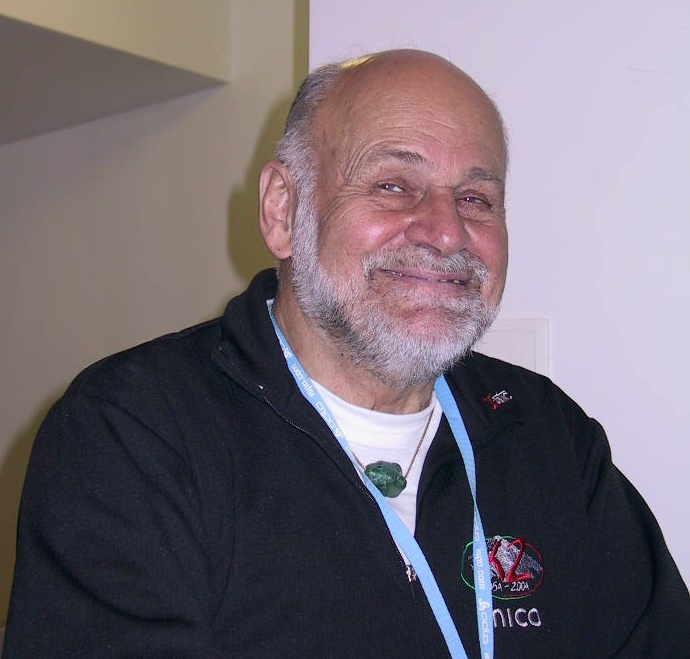
Kurt Diemberger (* 1932)

- 1932: Kurt Diemberger, österreichischer Bergsteiger und Filmemacher, Fotograf und Autor
- 1933: Teresa Berganza, spanische Opernsängerin (Mezzosopran)
- 1933: Jörg Ewald Dähler, deutscher Dirigent, Cembalist und Komponist
- 1933: Iris Grund, deutsche international anerkannte Architektin
- 1933: Dieter Wellershoff, deutscher Admiral, Generalinspekteur der Bundeswehr
- 1934: Roger Norrington, britischer Dirigent
- 1934: Věra Trnková,  tschechische Mathematikerin
- 1935: Qazi Massarrat Hussain, pakistanischer Hockeyspieler
- 1936: Elisabeth Volkmann, deutsche Schauspielerin
- 1937: William L. Armstrong, US-amerikanischer Geschäftsmann und Politiker
- 1937: Huschang Golschiri, iranischer Schriftsteller
- 1937: Attilio Nicora, italienischer Jurist und Priester, Weihbischof, Bischof von Verona, Kardinal
- 1937: Amos Tversky, israelischer Kognitionspsychologe
- 1937: Dieter Wieland, deutscher Dokumentarfilmer und Autor
- 1938: Gus Anton, deutscher Dirigent und Komponist
- 1938: Carlos Bilardo, argentinischer Fußballspieler und -trainer
- 1938: Ray Pickrell, britischer Motorradrennfahrer
- 1938: Benedicta Waurick,	sorbisch-deutsche Ordensschwester, Zisterzienserin, Äbtissin des Klosters St. Marienstern

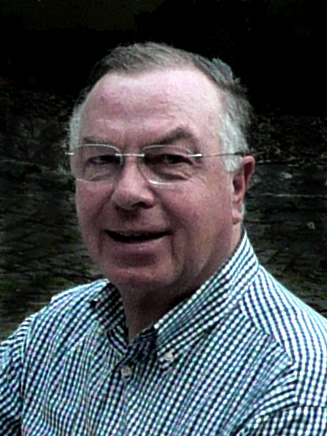
Peter Schönlein (* 1939)

- 1939: Peter Schönlein, deutscher Politiker
- 1940: Wolf-Dietrich Arnold, deutscher Orthopäde und Hochschullehrer
- 1940: Rainer Jork, deutscher Maschinenbauingenieur, Politiker, MdB
- 1940: Claus Offe, deutscher Politologe
- 1940: Jan Pronk, niederländischer Politiker und Diplomat, UN-Sonderbeauftragter für den Sudan
- 1940: Keith Rowe, britischer Gitarrist und Künstler
- 1940: Barbara Stolterfoht, deutsche Politikwissenschaftlerin und Politikerin, MdL, Landesministerin
- 1940: Bernd Wefelmeyer, deutscher Komponist und Dirigent
- 1941: Bernardo Bertolucci, italienischer Filmregisseur
- 1941: Robert Guéï, militärischer Führer und Präsident der Republik Côte d’Ivoire
- 1941: Waltraud Neuwirth, österreichische Kunsthistorikerin
- 1941: Margrit Staub-Hadorn, Schweizer TV-Ansagerin, Moderatorin und Autorin
- 1942: Franz Annen, Schweizer Theologe
- 1942: Gijs van Lennep, niederländischer Automobilrennfahrer
- 1942: Jerry Jeff Walker, US-amerikanischer Countrymusiker und Songwriter
- 1943: Kirsten Dene, deutsche Schauspielerin

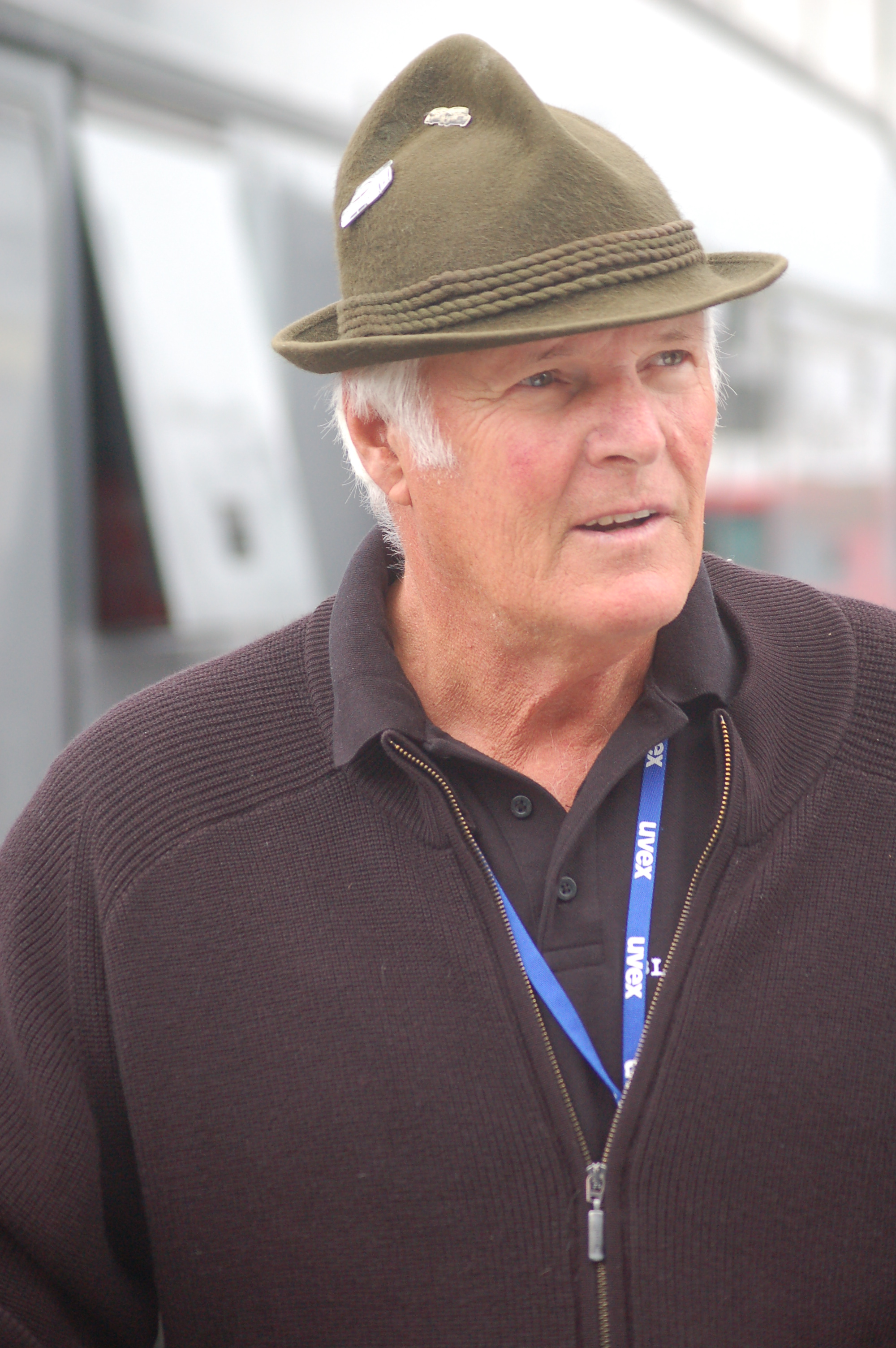
Hans Heyer (* 1943)

- 1943: Hans Heyer, deutscher Automobilrennfahrer
- 1943: Horst Lohse, deutscher Komponist
- 1943: Josef Rose, deutscher Handballtrainer und Handballspieler
- 1945: Polo Hofer, Schweizer Rockmusiker
- 1946: Bernd Dießner, deutscher Leichtathlet
- 1946: Heribert Müller, deutscher Historiker (Spätmittelalter)
- 1946: Guesch Patti, französische Sängerin und Schauspielerin
- 1946: Hubert Soudant, niederländischer Dirigent
- 1947: Keith Devlin, britischer Mathematiker und Wissenschaftsjournalist
- 1948: Tatjana Lematschko, Schweizer Schachspielerin
- 1948: Margaret Weis, US-amerikanische Fantasy-Autorin
- 1949: Michael Aichhorn, österreichischer Theatermacher, Schauspieler und Künstler
- 1949: Victor Garber, kanadischer Schauspieler
- 1949: Jerry Goodman, US-amerikanischer Geiger
- 1949: Jane Haist, kanadische Leichtathletin
- 1950: Joe Bugner, australischer Boxer
- 1950: Andrzej Szewczyk, polnischer Maler und Bildhauer

#### 1951–1975
- 1951: Joe DeLamielleure, US-amerikanischer American-Football-Spieler
- 1951: P. C. Hodgell, US-amerikanische Fantasy-Autorin
- 1951: Hansjörg Vogel, Schweizer Theologe und Priester, Bischof von Basel
- 1952: Alice Hoffman, US-amerikanische Autorin
- 1952: Jan Jóźwik, polnischer Eisschnellläufer
- 1953: Kei Akagi, japanisch-US-amerikanischer Jazz-Musiker
- 1953: Thomas Angyan, österreichischer Kulturmanager und Intendant
- 1953: Isabelle Huppert, französische Filmschauspielerin
- 1953: Rainer Knaak, deutscher Schachspieler
- 1953: Richard Stallman, US-amerikanischer Aktivist für freie Software, Hacker und Programmentwickler, Gründer des GNU-Projektes
- 1954: Miklós Csemiczky, ungarischer Komponist und Musikpädagoge
- 1954: Nancy Wilson, US-amerikanische Sängerin, Komponistin, Gitarristin, Produzentin und Schauspielerin (Heart)
- 1955: Rimantas Astrauskas, litauischer Politiker
- 1955: Linda Lepomme, belgische Sängerin und Schauspielerin
- 1956: Silvia Bächli, Schweizer bildende Künstlerin
- 1956: Vladimír Godár, slowakischer Komponist, Musikwissenschaftler und Musikpädagoge
- 1956: Enrique P. Lessa, uruguayischer Biologe
- 1956: Yoriko Shōno, japanische Schriftstellerin
- 1956: Martin Umbach, deutscher Schauspieler
- 1956: Eveline Widmer-Schlumpf, Schweizer Politikerin
- 1957: Dirk Rauin, deutscher Handballspieler und -trainer

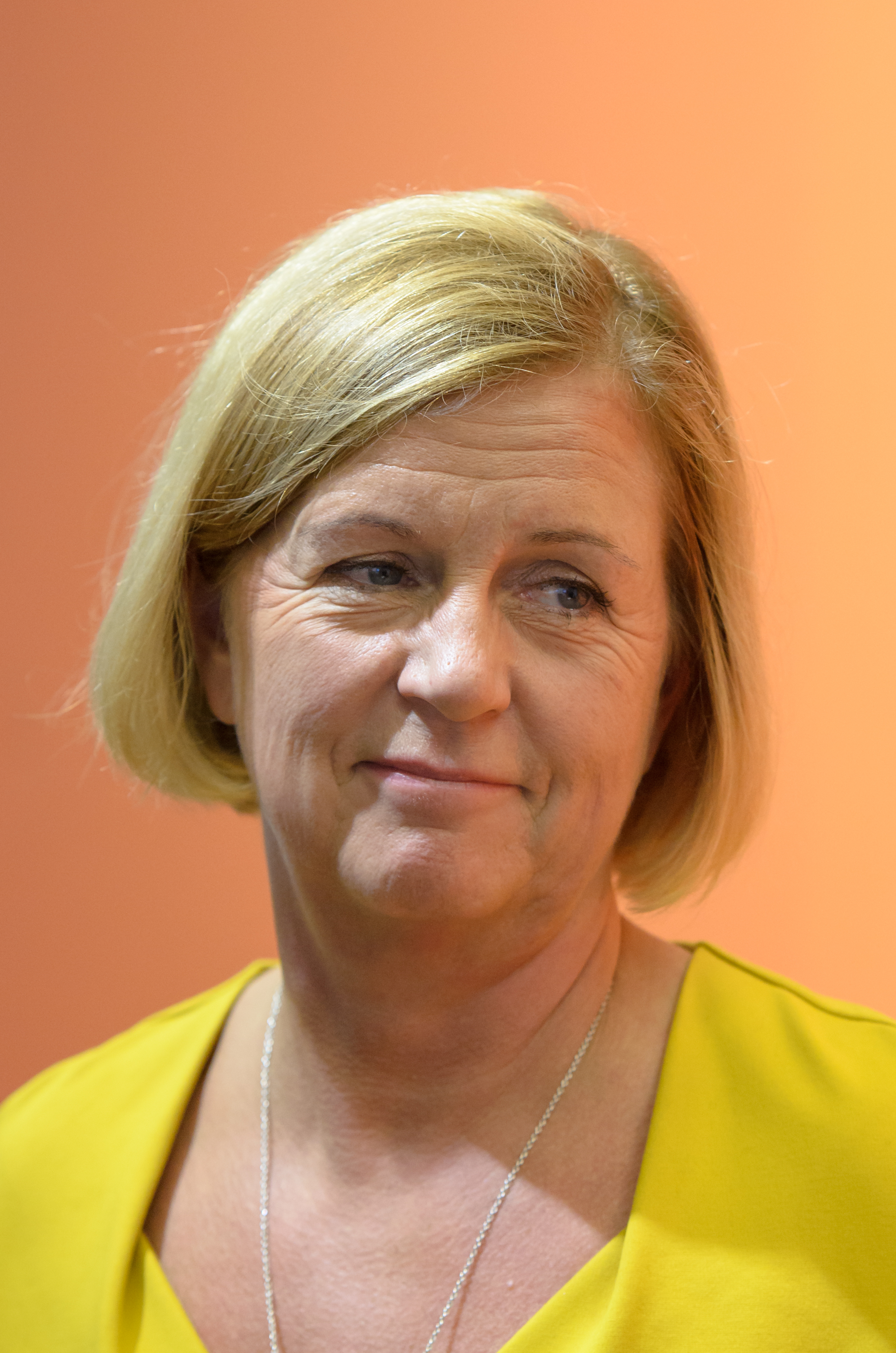
Maria Arnholm (* 1958)

- 1958: Maria Arnholm, schwedische Politikerin
- 1958: Gerd Ernst Mäuser, deutscher Manager
- 1958: Marco Pütz, luxemburgischer Saxophonist und Komponist
- 1959: Flavor Flav, US-amerikanischer Rapper (Public Enemy)
- 1959: John Lindberg, US-amerikanischer Kontrabassist
- 1959: Arben Minga, albanischer Fußballspieler
- 1959: Ludger Pistor, deutscher Schauspieler
- 1959: Jens Stoltenberg, norwegischer Ministerpräsident
- 1959: Savina Yannatou, griechische Sängerin
- 1960: Surab Asmaiparaschwili, georgischer Schachmeister
- 1960: Craig P. First, US-amerikanischer Komponist und Musikpädagoge
- 1960: Steve Noble, britischer Jazzschlagzeuger
- 1960: Sabine Orléans, deutsche Schauspielerin
- 1961: Todd McFarlane, kanadisch-US-amerikanischer Comiczeichner
- 1962: Joe Crowley, US-amerikanischer Politiker

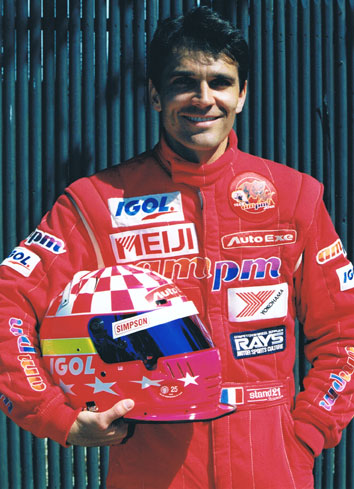
Franck Fréon (* 1962)

- 1962: Franck Fréon, französischer Autorennfahrer
- 1962: Janette Rauch, schweizerisch-deutsche Schauspielerin
- 1963: Eiji Aonuma, japanischer Videospieleentwickler
- 1963: Mardjan Arvand, iranische Medizinerin und Bakteriologin
- 1963: Jerome Flynn, britischer Schauspieler und Musiker
- 1963: Nina Franoszek, deutsche Schauspielerin
- 1963: Rüdiger Neitzel, deutscher Handballspieler
- 1963: Jesús Puras, spanischer Rallyefahrer
- 1964: Mauro Gianetti, Schweizer Radrennfahrer und Sportmanager
- 1964: Patty Griffin, US-amerikanische Folksängerin und Songschreiberin
- 1964: Pascal Richard, Schweizer Radrennfahrer, Olympiasieger
- 1964: Jörg Schmadtke, deutscher Fußballtorhüter und -funktionär
- 1964: Gore Verbinski, US-amerikanischer Filmregisseur und Drehbuchautor
- 1965: Utut Adianto, indonesischer Schachspieler, Schachfunktionär und Politiker
- 1965: Belén Rueda, spanische Schauspielerin
- 1966: Ann-Kristin Achleitner, deutsche Wissenschaftlerin
- 1964: H. P. Baxxter, deutscher Sänger (Scooter)
- 1966: Dirk von Petersdorff, deutscher Literaturwissenschaftler und Schriftsteller
- 1967: Dan Dediu, rumänischer Komponist
- 1967: Angela Wiedl, deutsche Sängerin volkstümlicher Musik
- 1967: Heidi Zurbriggen, Schweizer Skirennfahrerin
- 1967: Lauren Graham, US-amerikanische Schauspielerin
- 1968: Adílson Batista, brasilianischer Fußballspieler und -trainer
- 1968: Pierre-Yves Maillard, Schweizer Politiker
- 1968: Johann Schirmbrand, deutscher Karambolagespieler und Dreiband-Weltmeister
- 1969: Judah Friedlander, US-amerikanischer Schauspieler und Komiker

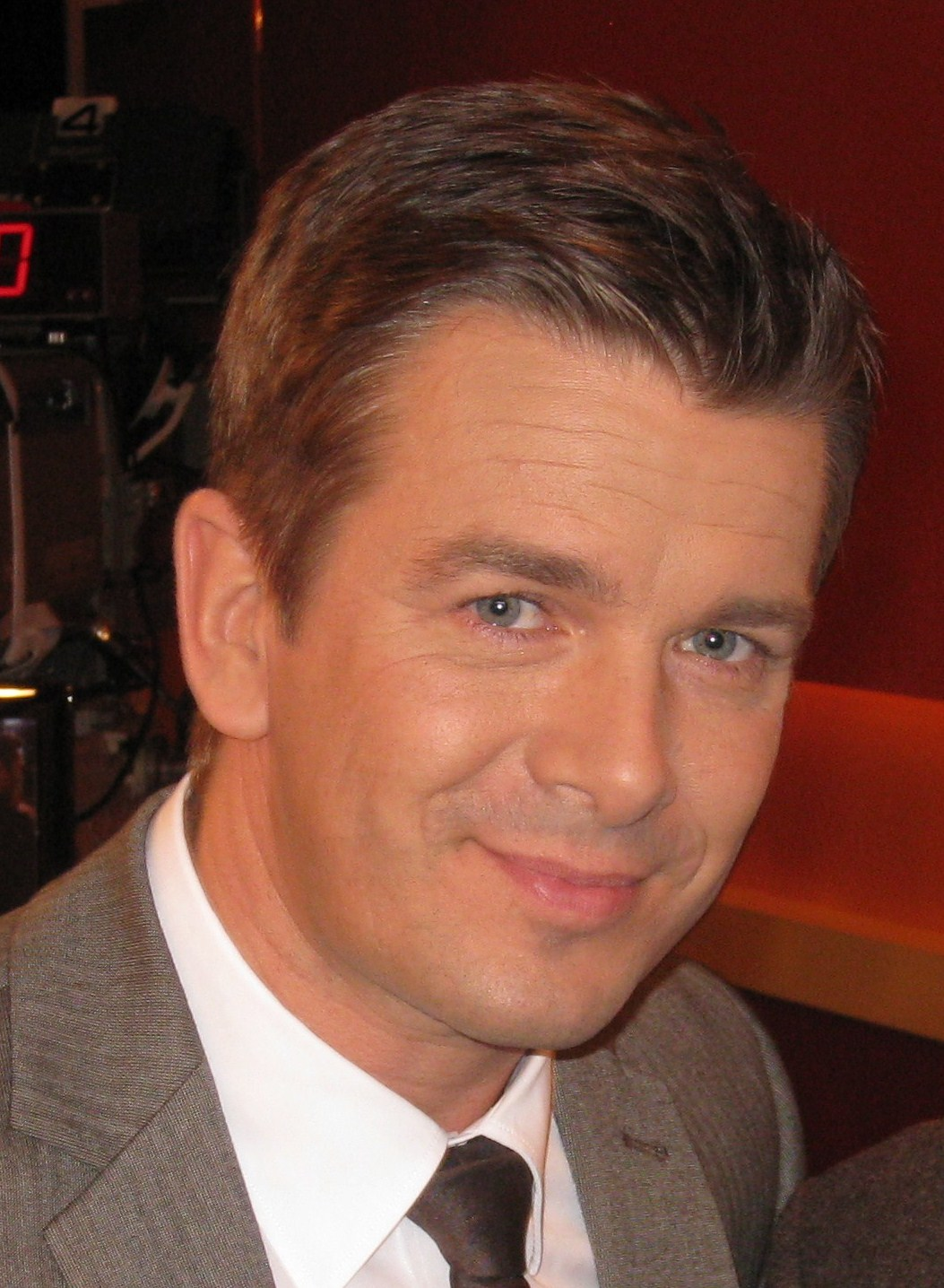
Markus Lanz (* 1969)

- 1969: Markus Lanz, italienisch-deutscher Fernsehmoderator
- 1969: Martin Wiercimok, deutscher Fußballspieler
- 1970: Joakim Berg, schwedischer Komponist, Texter und Sänger (Kent)
- 1970: Youri Gilg, französischer Freestyle-Skier
- 1970: Páll Óskar Hjálmtýsson, isländischer Popsänger
- 1971: David Nathan, deutscher Synchronsprecher
- 1972: Uldis Augulis, lettischer Politiker
- 1972: Katja Bornschein, deutsche Fußballspielerin
- 1972: Sander Germanus, niederländischer Saxophonist und Komponist
- 1972: Simon Jäger, deutscher Synchronsprecher, Synchronregisseur und Synchronautor, Hörspielsprecher und Rezitator
- 1973: Florian Lukas, deutscher Schauspieler
- 1974: Zoë Jenny, Schweizer Schriftstellerin
- 1974: Anthony Tieku, ghanaischer Fußballspieler
- 1975: Petra Bachratá, slowakische Komponistin und Ärztin
- 1975: Antoni Nadir Cherif, deutscher Architekt und Fachbuchautor
- 1975: Sienna Guillory, britische Schauspielerin und Model
- 1975: Ilja Petrowitsch Worobjow, deutsch-russischer Eishockeyspieler

#### 1976–2000
- 1976: Kai Buchmann, deutscher Kommunalpolitiker
- 1976: Zhu Chen, chinesische Schachspielerin
- 1976: Pál Dárdai, ungarischer Fußballspieler
- 1977: Mónica Cruz, spanische Tänzerin und Schauspielerin
- 1977: Mike Hairston, deutscher Handballspieler

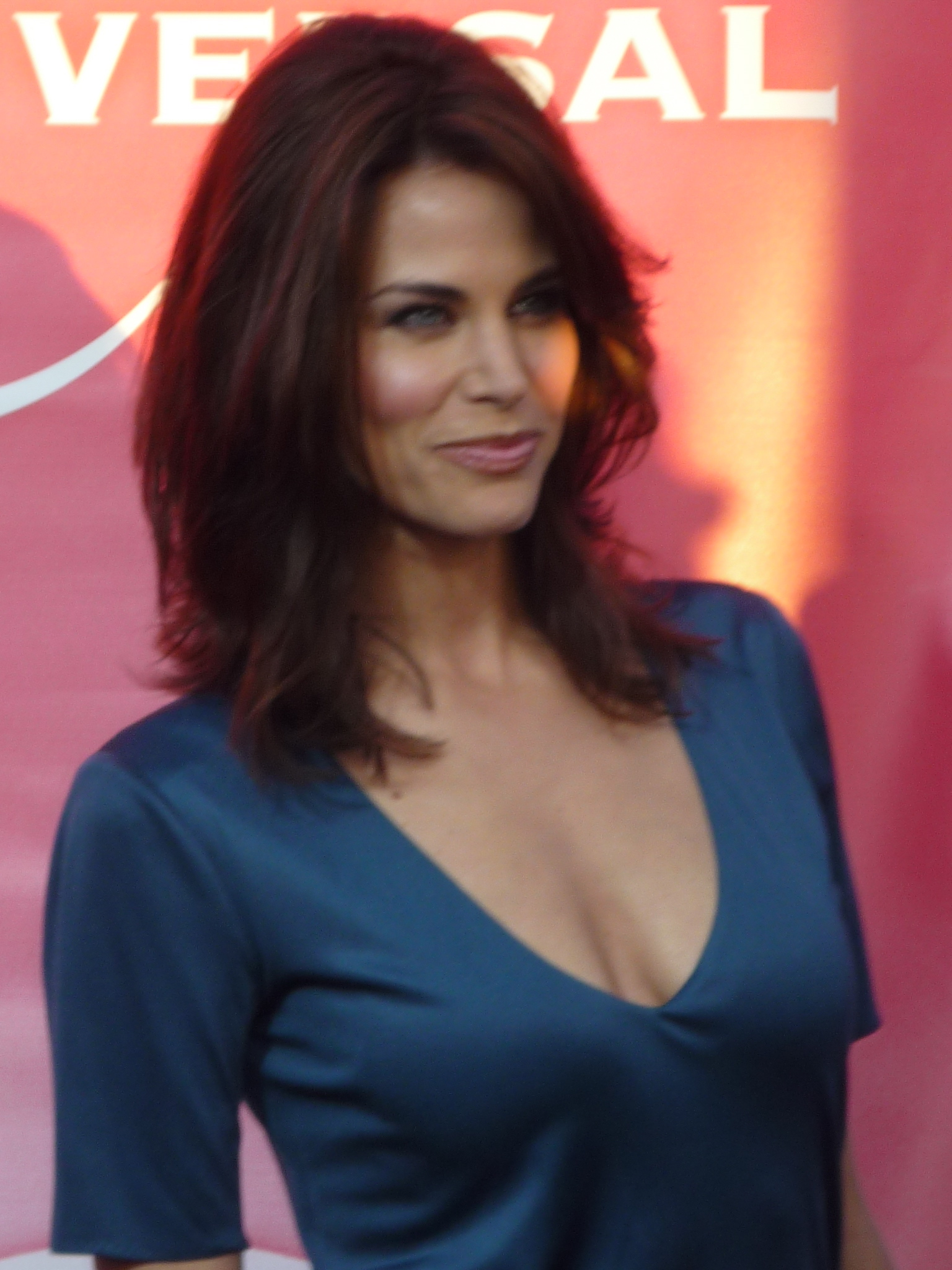
Brooke Burns (* 1978)

- 1978: Brooke Burns, US-amerikanische Schauspielerin und Model
- 1978: Boris Derichebourg, französischer Unternehmer und Autorennfahrer
- 1978: Annett Renneberg, deutsche Schauspielerin und Sängerin
- 1979: Tyler Arnason, kanadisch-US-amerikanischer Eishockeyspieler
- 1979: Edison Méndez, ecuadorianischer Fußballspieler
- 1979: Ronny Liesche, deutscher Handballtrainer und Handballspieler
- 1980: Julia Schlecht, deutsche Volleyballspielerin
- 1981: Hannes Aigner, österreichischer Fußballspieler
- 1982: Jesse Tamangrow, palauischer Sprinter
- 1983: Mark Ardelan, kanadischer Eishockeyspieler
- 1983: Donato, deutscher Rapper und Produzent
- 1984: Octavian Abrudan, rumänischer Fußballspieler
- 1984: Beau Busch, australischer Fußballspieler
- 1984: Wilfried Sanou, burkinischer Fußballspieler
- 1984: Sebastian Schwarz, deutscher Schauspieler
- 1985: Andreas Hölzl, österreichischer Fußballspieler
- 1985: Colin O’Brady, US-amerikanischer Extremsportler

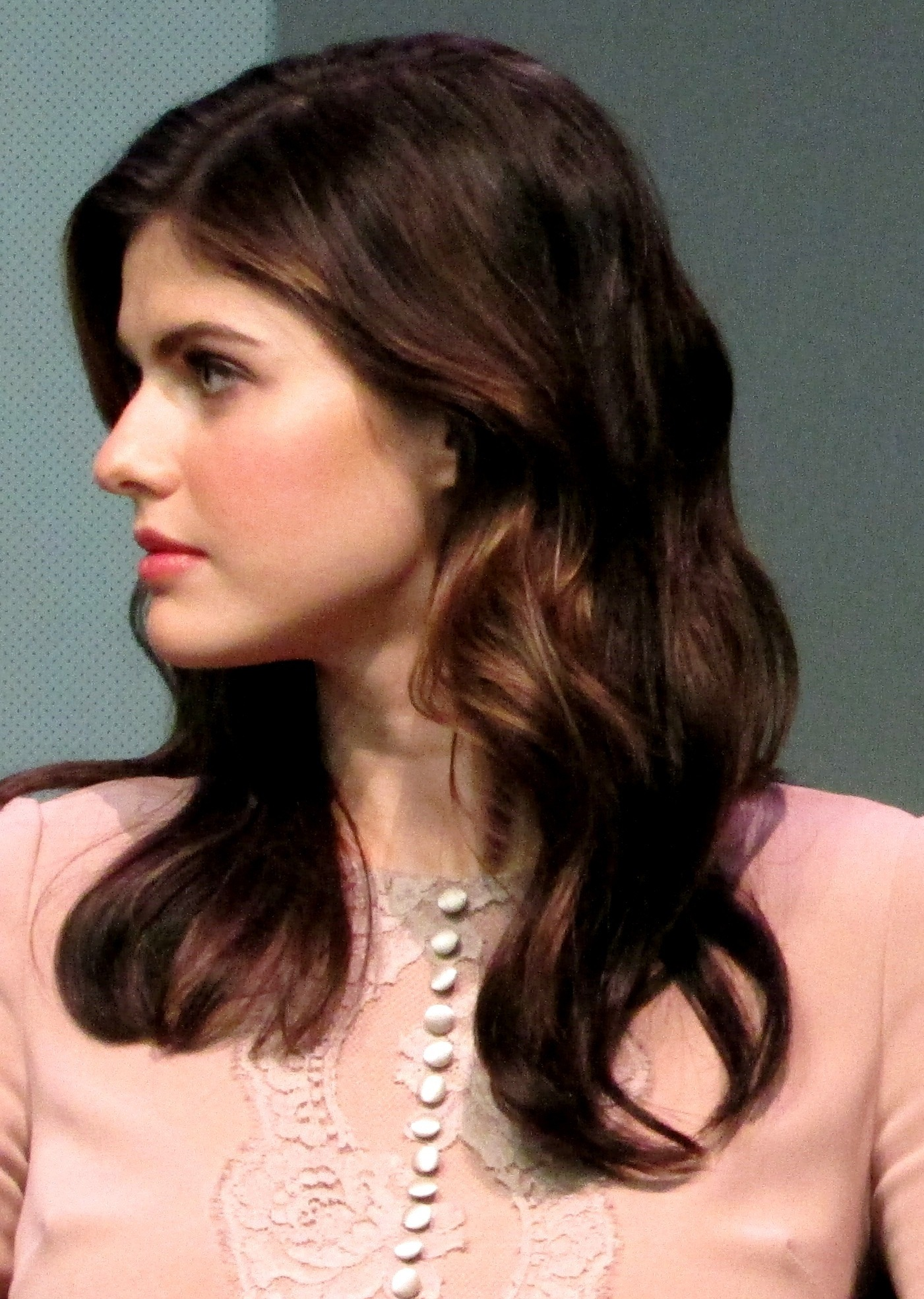
Alexandra Daddario (* 1986)

- 1986: Alexandra Daddario, US-amerikanische Schauspielerin
- 1986: Kenny Dykstra, US-amerikanischer Profiwrestler
- 1986: Bernard Parker, südafrikanischer Fußballspieler
- 1986: Nicole Trunfio, australisches Model
- 1987: Valerio Aspromonte, italienischer Florettfechter
- 1987: Paul-Max Walther, deutscher Fußballspieler
- 1988: Barbara Hetmanek, deutsche Handballspielerin und -trainerin
- 1988: Aleksandro Petrovic, deutscher Fußballspieler
- 1989: Gabriel Attal, französischer Politiker, Premierminister
- 1989: Blake Griffin, US-amerikanischer Basketballspieler
- 1989: Tobias Jänicke, deutscher Fußballspieler
- 1989: Jung So-min, südkoreanische Schauspielerin
- 1989: Jasna Boljević, montenegrinische Handballspielerin
- 1989: Thomas Ladzinski, deutscher Politiker
- 1989: Theo Walcott, englischer Fußballspieler
- 1990: Raphaël Addy, Schweizer Straßenradrennfahrer
- 1990: Fabian Arends, deutscher Schlagzeuger und Komponist
- 1990: James Bulger, britisches Mordopfer
- 1991: Raphaela Johanna Gromes, deutsche Cellistin
- 1991: Admir Mehmedi, Schweizer Fußballspieler
- 1991: Reggie Bullock, US-amerikanischer Basketballspieler
- 1991: Wolfgang Van Halen, US-amerikanischer Rockmusiker (Van Halen)
- 1992: Tim Hardaway, Jr., US-amerikanischer Basketballspieler
- 1993: Hasan Pepić, deutsch-montenegrinischer Fußballspieler
- 1996: Angela Brand, deutsche Schauspielerin
- 1996: Ruben Reisig, deutsch-ghanaischer Fußballspieler
- 1997: Florian Neuhaus, deutscher Fußballspieler
- 1998: Mohamed Ibrahim El-Sayed, ägyptischer Ringer
- 2000: Julian Köster, deutscher Handballer

### 21. Jahrhundert
- 2002: Isabelle Allen, britische Schauspielerin
- 2002: Arnaud De Lie, belgischer Radrennfahrer
- 2002: Gu Cang, chinesischer Biathlet
- 2003: Marlene Fichtner, deutsche Biathletin

## Gestorben

### Vor dem 16. Jahrhundert

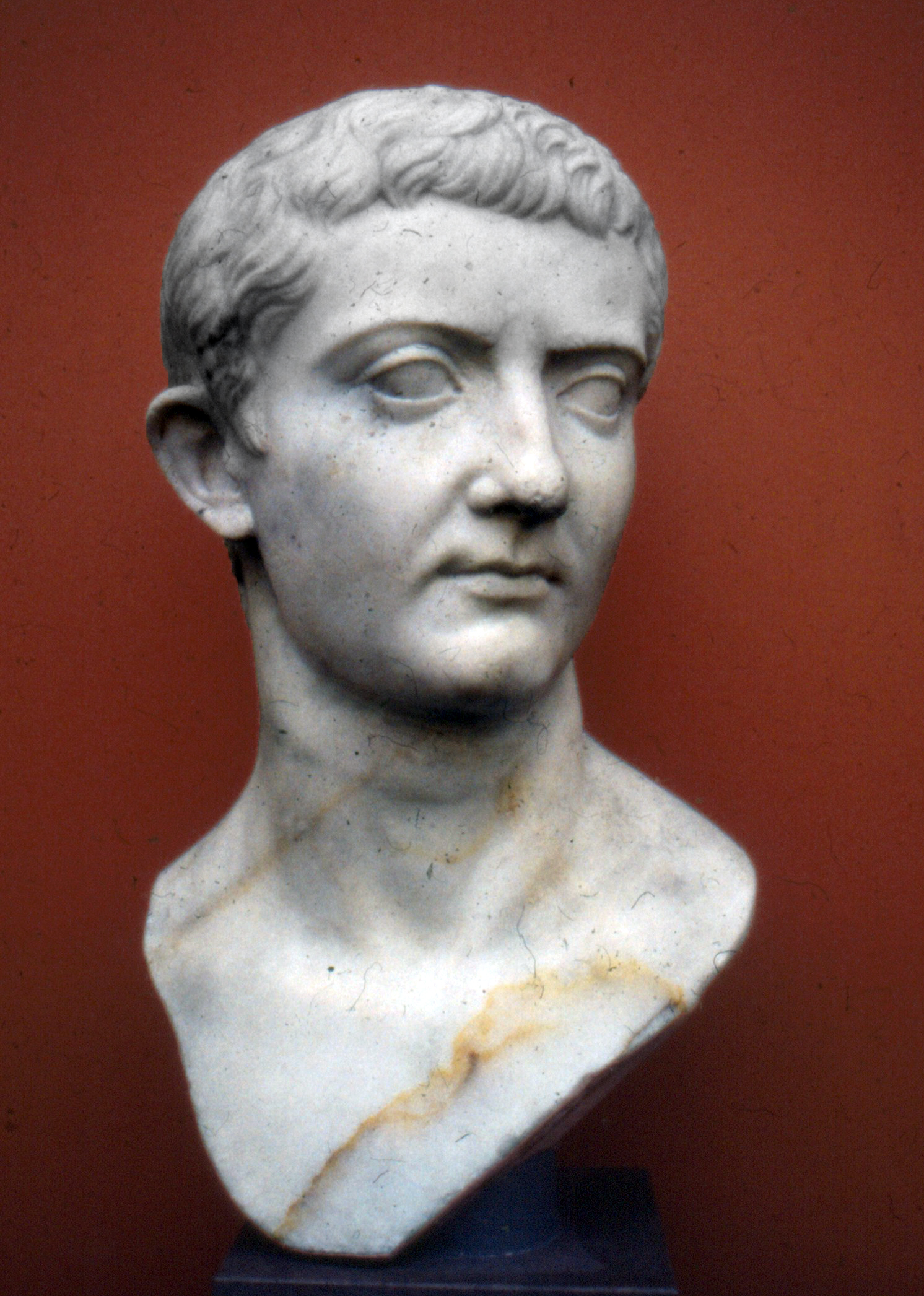
Tiberius († 37)

- 0037: Tiberius, zweiter römischer Kaiser
- 0455: Valentinian III., römischer Kaiser
- 0620: Abban von Magheranoidhe, katholischer Heiliger
- 1021: Heribert von Köln, Erzbischof von Köln
- 1072: Adalbert von Bremen, Erzbischof von Hamburg und Bremen
- 1173: Richard von St. Viktor, französischer Augustinerchorherr und Theologe
- 1181: Heinrich I., Graf von Champagne
- 1185: Balduin IV., König von Jerusalem
- 1241: Stephan III., Graf von Auxonne und Chalon-sur-Saône
- 1244: Guillaume de Lahille, Ritter, Faydit und Katharer
- 1278: Wilhelm IV., Graf von Jülich
- 1322: Humphrey de Bohun, 4. Earl of Hereford, englischer Magnat
- 1394: John Hawkwood, englischer Söldnerführer
- 1405: Margarete III., Gräfin von Flandern, Artois, Nevers, Rethel und der Freigrafschaft Burgund, Herzogin von Burgund
- 1409: Ulrich II. von Radefeld, Bischof von Naumburg
- 1410: John Beaufort, 1. Earl of Somerset, englischer Adeliger
- 1416: Goswin Klingenberg, Lübecker Bürgermeister
- 1457: Ladislaus Hunyadi, ungarischer Staatsmann und Krieger
- 1485: Anne Neville, Queen Consort von England

### 16. bis 18. Jahrhundert
- 1507: Balthasar, Herzog zu Mecklenburg
- 1544: Ludwig V., Kurfürst von der Pfalz
- 1547: François Vatable, französischer Gelehrter
- 1551: Georg I. von Hohenlohe-Waldenburg, regierender Graf von Hohenlohe
- 1600: Johann Major, deutscher lutherischer Theologe, Humanist und Poet
- 1608: Seonjo, 14. König der Joseon-Dynastie in Korea
- 1609: Gotthard V. von Hoeveln, Lübecker Bürgermeister
- 1618: Gottfried Anton, deutscher Rechtswissenschaftler
- 1618: Giovanni Bembo, 92. Doge von Venedig
- 1649: Jean de Brébeuf, französischer Jesuit
- 1650: Sophie Elisabeth von Brandenburg, Herzogin von Sachsen-Altenburg
- 1664: Iwan Wyhowskyj, Hetman der ukrainischen Kosaken und Woiwode von Kiew
- 1668: François II. de Boufflers, französischer Adliger und Militär

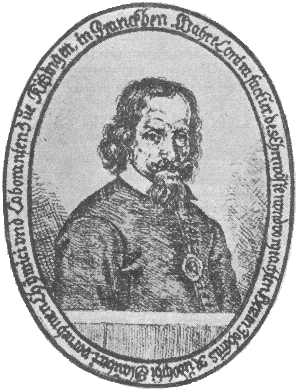
Johann Rudolph Glauber († 1670)

- 1670: Johann Rudolph Glauber, deutscher Apotheker und Chemiker
- 1676: Henri de Guénégaud, französischer Politiker
- 1683: Johann Georg Achbauer der Ältere, oberösterreichischer Baumeister
- 1686: Charlotte von Hessen-Kassel, Kurfürstin von der Pfalz
- 1689: Sebastian von Pötting, Bischof von Lavant und Fürstbischof von Passau
- 1693: Martin Weise, deutscher Mediziner
- 1698: Leonora Christina Ulfeldt, dänische Prinzessin, Gräfin von Schleswig-Holstein und Schriftstellerin
- 1712: Johann Georg, Herzog von Sachsen-Weißenfels und Fürst von Sachsen-Querfurt
- 1727: Francis Nicholson, britischer Kolonialgouverneur verschiedener amerikanischer Kolonien
- 1734: Andreas Silbermann, deutscher Orgelbauer
- 1736: Giovanni Battista Pergolesi, italienischer Komponist
- 1738: George Bähr, deutscher Baumeister des Barock (Frauenkirche in Dresden)
- 1740: Christoph Andreas Johann Szembek, Fürstbischof von Ermland und Samland
- 1741: Jean-Baptiste Rousseau, französischer Schriftsteller
- 1743: Jean-Baptiste Matho, französischer Komponist und Sänger
- 1747: Christian August, Fürst von Anhalt-Zerbst, preußischer Generalfeldmarschall und Vater Katharinas der Großen
- 1755: Christian Albrecht von Ahlefeldt, deutscher Kammerjunker und Obrist unter Karl XII. von Schweden
- 1764: Friedrich August Rutowski, kursächsischer Feldmarschall
- 1766: Johann Adam Liebert, seit 1763 Edler von Liebenhofen, Augsburger Bankier, Juwelier und Silberhändler
- 1781: Jean Esprit Isnard, französischer Dominikaner und Orgelbauer
- 1786: Conrad von Ahlefeldt, Graf und Herr auf Gut Eschelsmark
- 1790: Wilhelm Heinrich Schultze, deutscher evangelischer Geistlicher
- 1793: Johann Schweinacher, deutscher Orgelbauer
- 1794: Maria Katharina Prestel, deutsche Malerin, Kupferstecherin und Radiererin
- 1798: Aloys Blumauer, österreichischer Schriftsteller, Herausgeber und Freimaurer

### 19. Jahrhundert

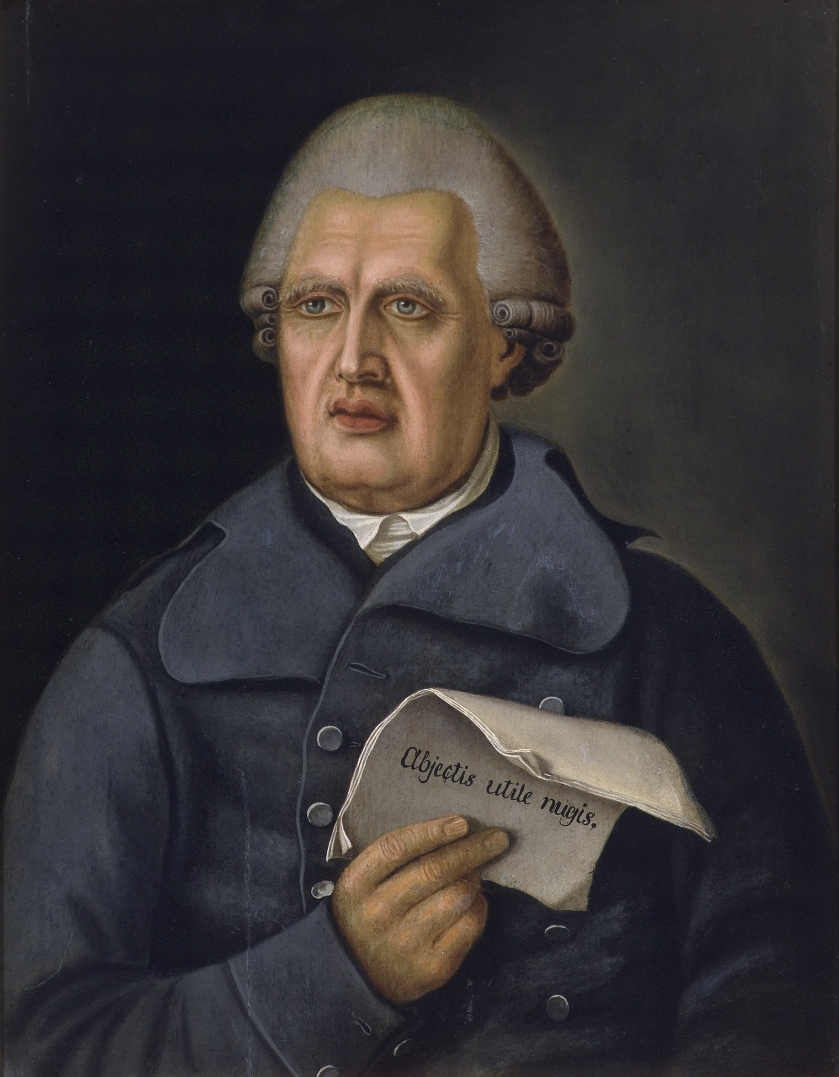
Henrik Gabriel Porthan († 1804)

- 1804: Henrik Gabriel Porthan, finnischer Geschichtsforscher
- 1805: Franz Xaver von Wulfen, deutscher Physiker, Mathematiker, Botaniker und Mineraloge
- 1806: Johann Clemens Tode, deutsch-dänischer Mediziner, Hochschullehrer und Schriftsteller
- 1814: Friedrich Friesen, deutscher Turnpädagoge und Freiheitskämpfer
- 1824: Henry Smart, englischer Geiger, Bratschist und Komponist
- 1826: Johann Severin Vater, deutscher Theologe und Sprachforscher
- 1828: Johann Georg August Galletti, deutscher Historiker und Geograf
- 1837: François-Xavier Fabre, französischer Maler, Zeichner, Radierer und Kunstsammler
- 1838: Nathaniel Bowditch, US-amerikanischer autodidaktischer Mathematiker, Astronom und Physiker
- 1841: Félix Savart, französischer Arzt und Physiker
- 1852: Maurits Christopher Hansen, norwegischer Schriftsteller
- 1858: Christian Gottfried Daniel Nees von Esenbeck, deutscher Botaniker und Naturphilosoph
- 1858: Wilhelm von Brockhausen, preußischer General und Ehrenbürger Wittenbergs
- 1861: Victoire von Sachsen-Coburg-Saalfeld, Mutter der britischen Königin Victoria
- 1862: Joseph Christian von Zedlitz, österreichischer Offizier und Dichter
- 1867: Emil Keßler, deutscher Unternehmer und Gründer von Maschinenbauunternehmen
- 1874: Heinrich Schaumberger, deutscher Dichter und Erzähler
- 1877: Johan Fjeldsted Dahl, norwegischer Buchhändler und Verleger
- 1878: Joseph Emmanuel Ghislain Roulez, belgischer Klassischer Philologe, Archäologe und Epigraphiker
- 1879: Johann Jakob Baader, Schweizer Nationalrat und Arzt
- 1882: Johann Nepomuk Amberg, österreichischer Priester und Politiker
- 1886: Georg Varrentrapp, deutscher Mediziner
- 1888: Ludwig Steub, deutscher Schriftsteller
- 1889: Ernst Wilhelm Leberecht Tempel, deutscher Astronom und Lithograf
- 1890: Zorka von Montenegro, Kronprinzessin von Serbien
- 1891: Jean-Baptiste Campenon, französischer General und Kriegsminister
- 1892: Karl Aberle, österreichischer Mediziner
- 1892: Eduard Kullmann, deutscher Handwerker, Attentäter

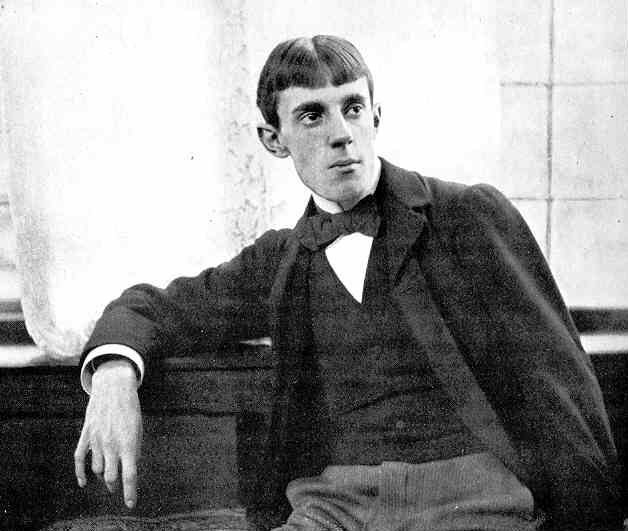
Aubrey Beardsley († 1898)

- 1898: Aubrey Beardsley, britischer Illustrator, Dichter, Grafiker und Karikaturist
- 1899: Wilhelm Sohn, deutscher Maler der Düsseldorfer Schule

### 20. Jahrhundert

#### 1901–1950
- 1902: Narcisse Quellien, bretonischer Dichter
- 1908: Jean Jacques David, Schweizer Afrikaforscher und Bergbauingenieur
- 1908: Friedrich von Erckert, deutscher Kolonialoffizier
- 1909: Adalbert Matkowsky, deutscher Schauspieler
- 1912: Elizabeth Adela Forbes, kanadische Malerin des Spätimpressionismus
- 1913: Tatyos Efendi, türkischer Komponist

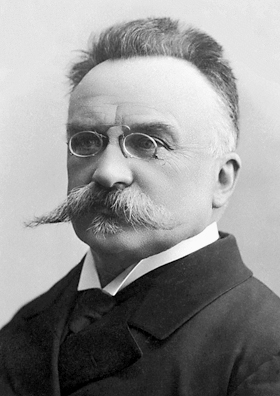
Albert Cobat († 1914)

- 1914: Albert Gobat, Schweizer Rechtsanwalt und Politiker, Friedensnobelpreisträger
- 1914: John Murray, britischer Ozeanograph
- 1916: Girolamo Maria Gotti, italienischer Geistlicher und Kurienkardinal
- 1917: Karl Heinrich Gisbert Gillhausen, deutscher Bauingenieur, Industriemanager und Politiker
- 1918: Friedrich Hessing, deutscher Pionier der Medizin- und Orthopädietechnik (Hessingkorsett, Schienenhülsenapparat)
- 1919: Jakow Michailowitsch Swerdlow, russischer Revolutionär und Politiker, Staatsoberhaupt der Sowjetunion
- 1919: Paul Fromhold-Treu, deutsch-baltischer Geistlicher und evangelischer Märtyrer
- 1921: Paul Boldt, deutscher Lyriker des Expressionismus
- 1922: Jakob Zimmermann, Schweizer Gastwirt und Politiker

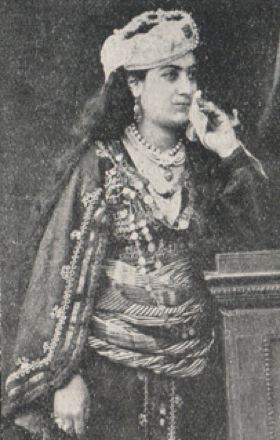
Jeranuhi Karakashian († 1924)

- 1924: Jeranuhi Karakaschian, armenische Schauspielerin
- 1926: Maggie Moore, US-amerikanisch-australische Schauspielerin
- 1928: Hans Morgenthaler, Schweizer Schriftsteller
- 1930: Miguel Primo de Rivera, spanischer General und Diktator
- 1931: James Benjamin Aswell, US-amerikanischer Politiker
- 1933: Alfréd Haar, ungarischer Mathematiker
- 1935: John James Rickard Macleod, kanadischer Physiologe
- 1935: Aaron Nimzowitsch, lettischer Schachspieler und -theoretiker

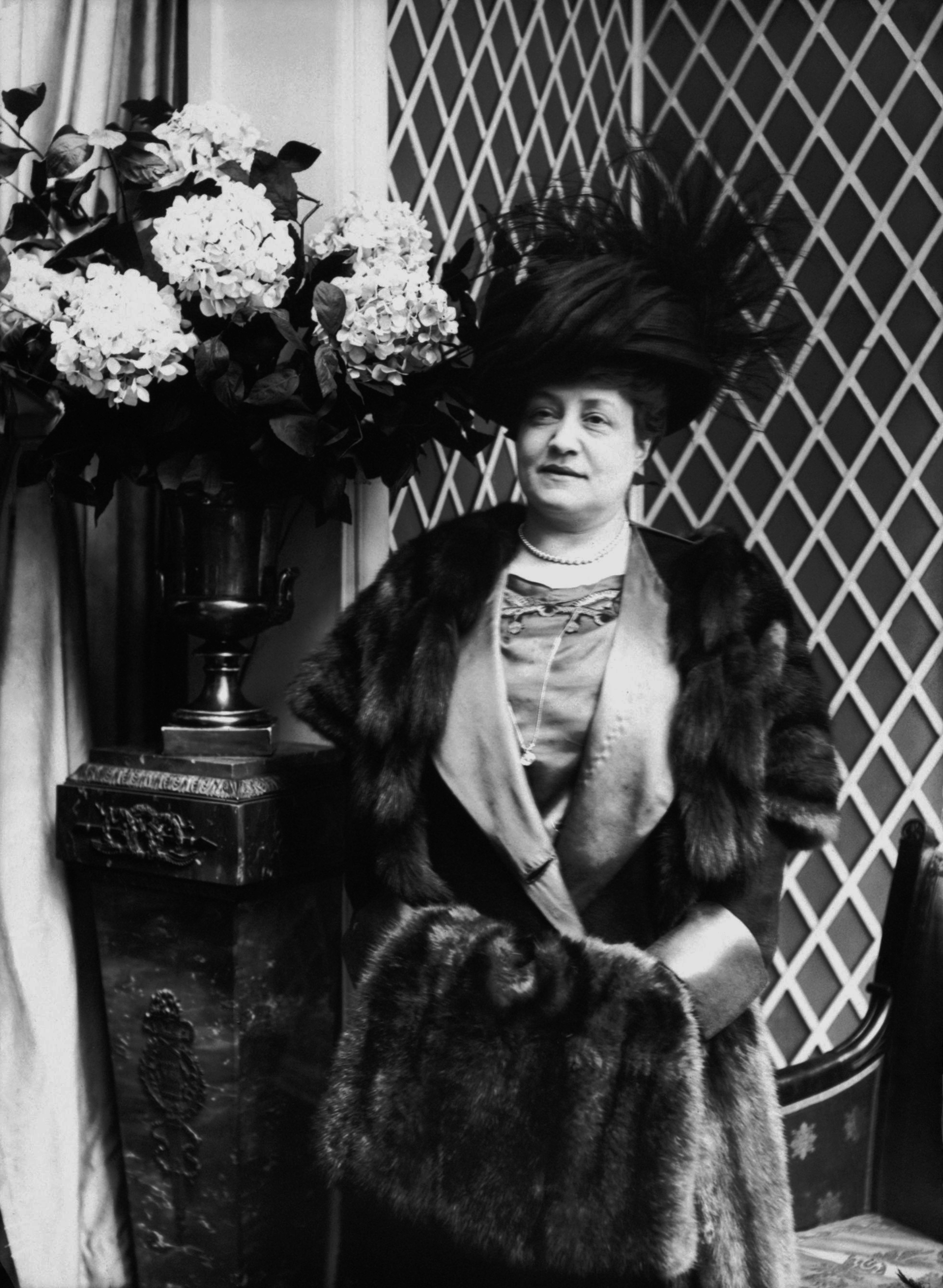
Marguerite Durand († 1936)

- 1936: Marguerite Durand, französische Schauspielerin, Journalistin und Frauenrechtlerin
- 1938: Egon Friedell, österreichischer Schriftsteller, Journalist und Schauspieler
- 1938: Emil Fey, österreichischer Politiker
- 1940: Selma Lagerlöf, schwedische Kinderbuchautorin
- 1942: Alexander von Zemlinsky, österreichischer Komponist und Dirigent
- 1943ː Gabriele Schwarz-Eckart, deutsches Mädchen jüdischer Herkunft, Opfer des Holocaust
- 1945: Börries von Münchhausen, deutscher Dichter und Schriftsteller
- 1947: Anna Ebert, deutsche Politikerin, Widerstandskämpferin gegen den Nationalsozialismus
- 1948: Clara Mannes, deutsch-US-amerikanische Pianistin und Musikpädagogin
- 1949: Leyland Hodgson, englischer Schauspieler
- 1950: Vilhelm Dybwad, norwegischer Jurist und Schriftsteller

#### 1951–2000
- 1952: Stephan Weickert, deutscher Vertriebenenpolitiker und MdB
- 1953: Henrik Herse, deutscher Landwirt, Arbeiter und Offizier der SS und Waffen-SS, Dramaturg und Schriftsteller
- 1956: Sergei Wassiljewitsch Jewsejew, russischer Komponist

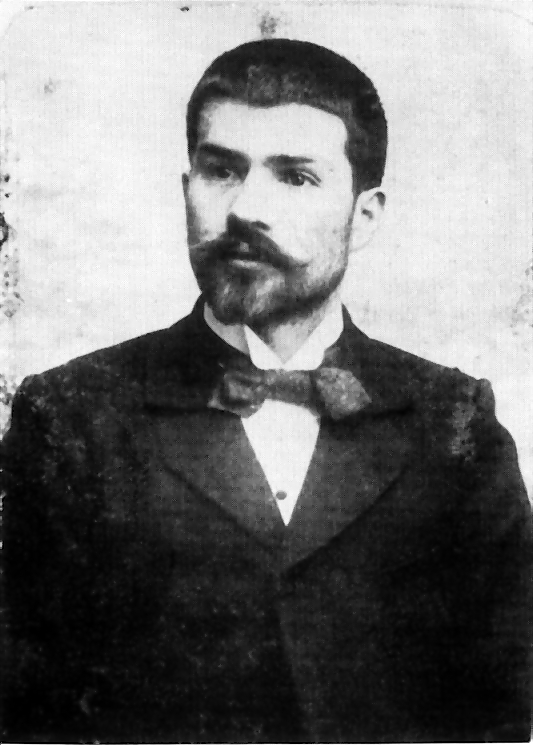
Constantin Brâncuși († 1957)

- 1957: Constantin Brâncuși, rumänischer Bildhauer
- 1957: Johnny Torrio, italienisch-US-amerikanischer Gangster
- 1959: Jops Reeman, niederländischer Fußballspieler
- 1961: Seymour Felix, US-amerikanischer Showtänzer und Choreograph
- 1962: Zenzl Mühsam, deutsche Anarchistin und Muse ihres Dichtergatten Erich Mühsam
- 1963: William Henry Beveridge, britischer Ökonom
- 1963: Julius Christiaan van Oven, niederländischer Rechtswissenschaftler und Politiker
- 1965: Paul Apel, deutscher Widerstandskämpfer
- 1965: William C. Feazel, US-amerikanischer Senator und Öl- und Gasproduzent
- 1968: Harry Hellawell, US-amerikanischer Langstreckenläufer
- 1968: Valentine Hugo, französische Malerin
- 1970: Fritz Maenicke, deutscher Bildhauer und Restaurator
- 1970: Tammi Terrell, US-amerikanische Sängerin

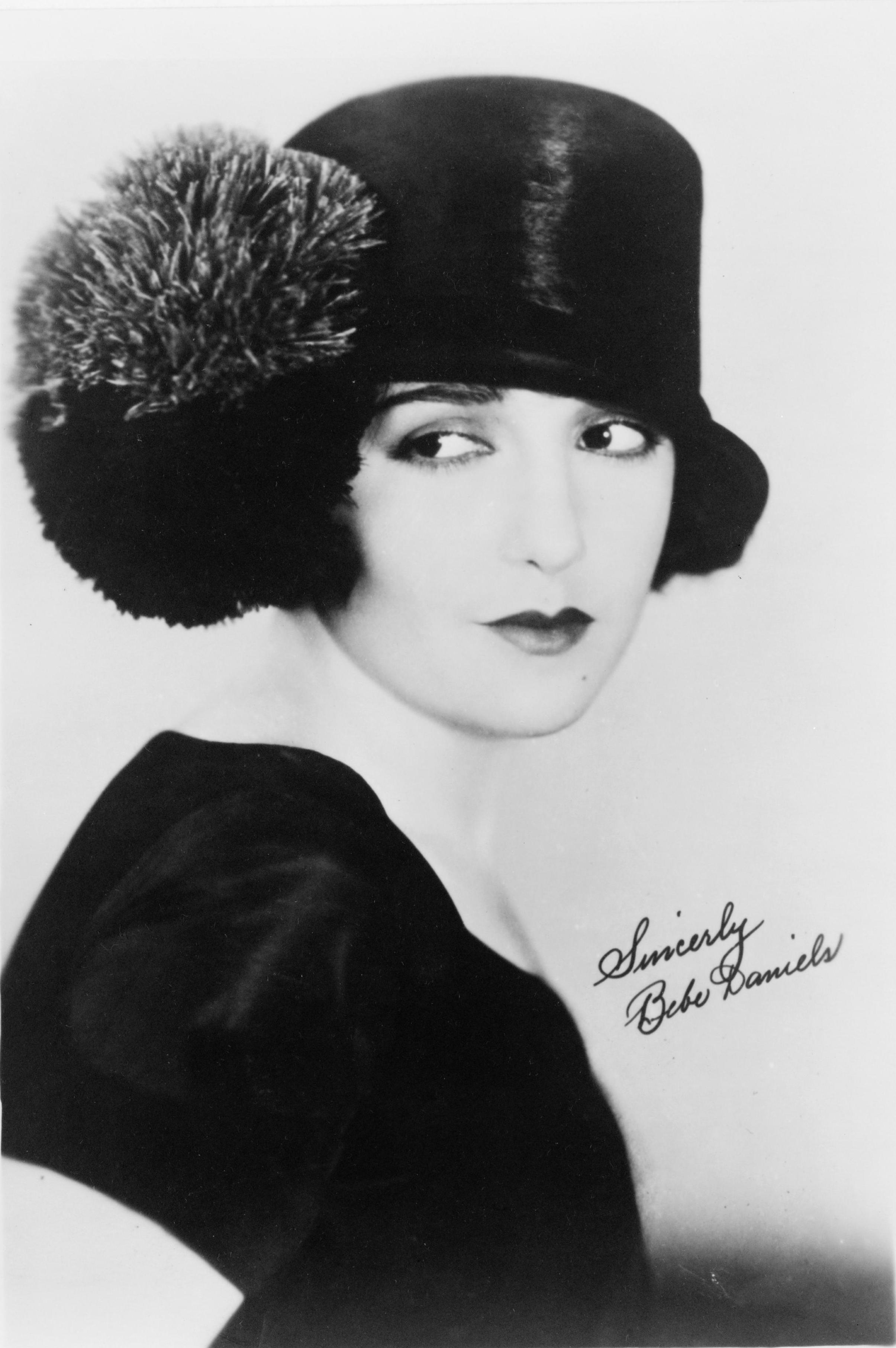
Bebe Daniels († 1971)

- 1971: Bebe Daniels, US-amerikanische Schauspielerin
- 1972: Heinz Hanus, österreichischer Filmpionier
- 1973: Carl Benton Reid, US-amerikanischer Schauspieler
- 1975: T-Bone Walker, US-amerikanischer Musiker
- 1978: J. Rodolfo Wilcock, italienischer Schriftsteller argentinischer Herkunft
- 1978: Alfred Müller-Armack, deutscher Nationalökonom und Kultursoziologe
- 1978: Renny Ottolina, venezolanischer Fernsehentertainer und -produzent
- 1979: Jean Monnet, französischer Unternehmer und Politiker, erster Präsident der Europäischen Kommission (EGKS), „Vater Europas“
- 1980: Paul Thalmann, Schweizer Autor, Redakteur und Widerstandskämpfer im Spanischen Bürgerkrieg
- 1984: Evencio Castellanos, venezolanischer Komponist, Pianist und Musikpädagoge
- 1985: Roger Sessions, US-amerikanischer Komponist
- 1986: Anna Maria Bieganowski, deutsche Politikerin, MdB
- 1986: Hans Kloss, österreichischer Jurist und Präsident der Österreichischen Nationalbank
- 1987: Frederick Grinke, kanadischer Geiger und Musikpädagoge
- 1990: Ernst Bacon, US-amerikanischer Komponist, Dirigent, Pianist und Musikpädagoge
- 1990: Fritz Ewert, deutscher Fußballspieler
- 1991: Trude Herr, Schauspielerin, Schlagersängerin und Theaterdirektorin
- 1994: Nicolas Flagello, US-amerikanischer Komponist
- 1995: Heinrich Sutermeister, Schweizer Komponist
- 1998: Eugen Eckert, deutscher Bildhauer und Maler
- 1998: Wolfgang Grönebaum, deutscher Schauspieler
- 1998: Derek H. R. Barton, britischer Chemiker, Nobelpreisträger
- 2000: Roy Henderson, britischer Bariton und Musikpädagoge
- 2000: Kurt Lehmann, deutscher Bildhauer
- 2000: Victor Serventi, französischer Komponist

### 21. Jahrhundert

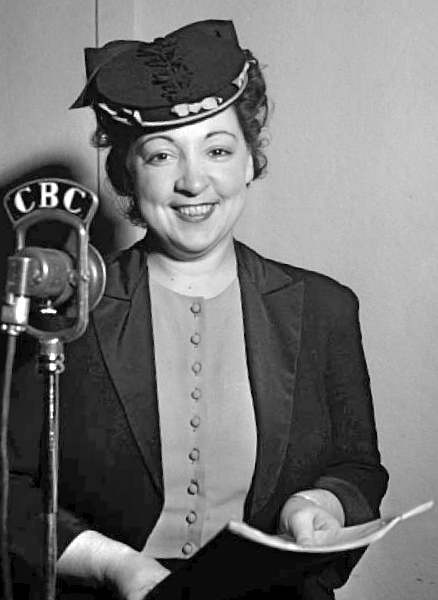
Juliette Huot († 2001)

- 2001: Juliette Huot, kanadische Schauspielerin
- 2002: Isaías Duarte Cancino, kolumbianischer Geistlicher, Bischof von Apartadó, Erzbischof von Cali, Mordopfer
- 2002: Ray Doggett, US-amerikanischer Rockabilly-Musiker, Songschreiber und Produzent
- 2002: Wolfgang Gruner, deutscher Kabarettist, Schauspieler und Regisseur
- 2003: Lothar Koch, deutscher Oboist
- 2004: Jeannie Ebner, österreichische Schriftstellerin und Übersetzerin
- 2005: Arciso Artesiani, italienischer Motorradrennfahrer
- 2006: Jan Eysselt, tschechischer Eishockeytrainer
- 2006: David Feintuch, US-amerikanischer Autor
- 2006: Susi Lanner, österreichisch-amerikanische Schauspielerin
- 2007: Jean Le Moal, französischer Maler, Theaterdekorateur und Bildhauer, Vertreter der Abstrakten Malerei
- 2008: Ivan Dixon, US-amerikanischer Schauspieler
- 2008: Peter von Oertzen, deutscher Politologe und Politiker, MdL, Landesminister
- 2008: Victor Sparre, norwegischer Maler
- 2012: Aziz Nacib Ab'Sáber, brasilianischer physischer Geograph
- 2012: Yoshimoto Takaaki, japanischer Lyriker, Literaturkritiker und Philosoph

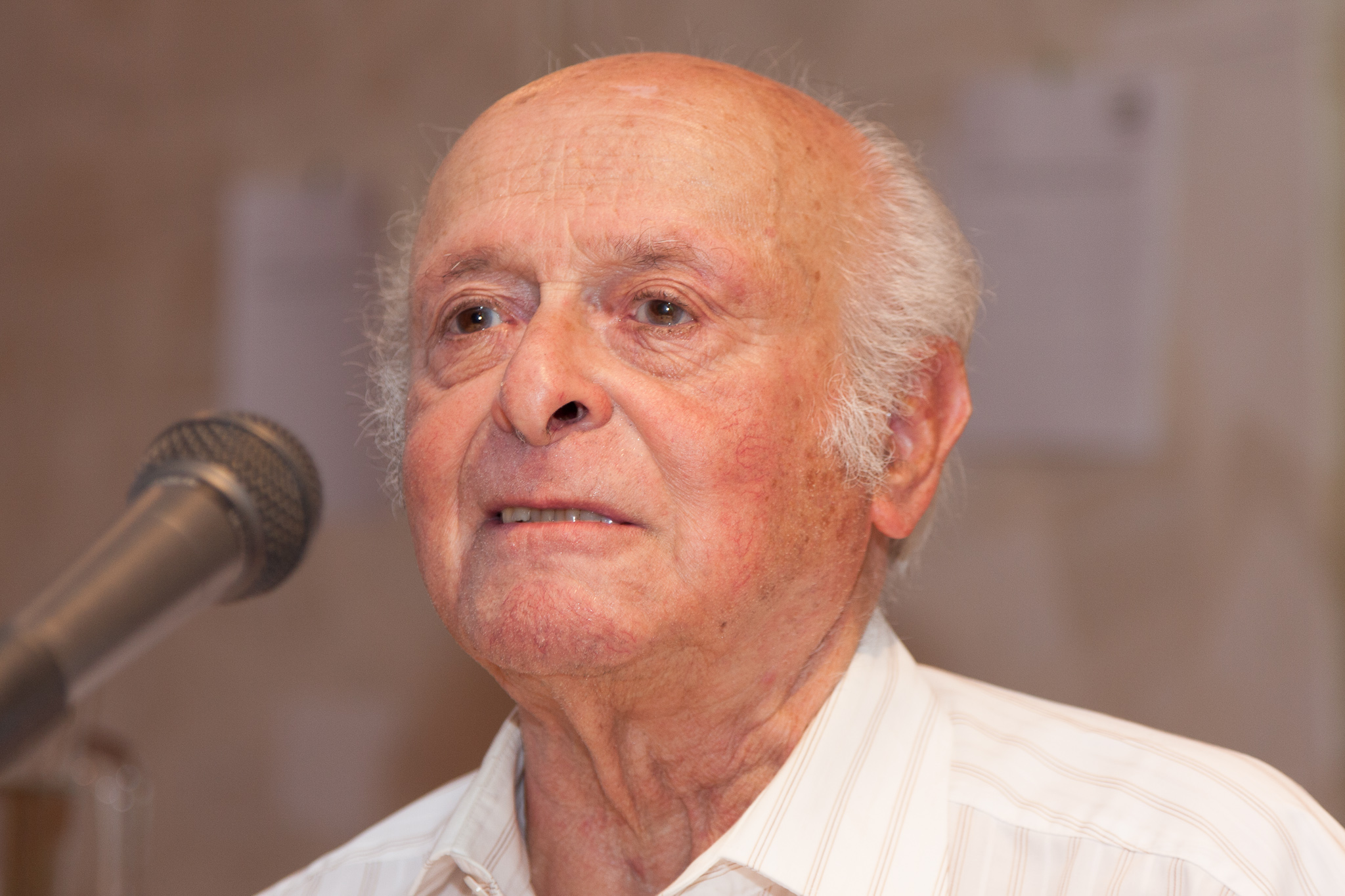
Buddy Elias († 2015)

- 2015: Buddy Elias, Schweizer Schauspieler und Komiker
- 2015: Andy Fraser, englischer Musiker
- 2015: Johannes Gründel, deutscher Theologe und Autor
- 2016: Frank Sinatra junior, US-amerikanischer Musiker
- 2017: James Cotton, US-amerikanischer Blues-Musiker
- 2017: Hans-Jürgen Otto, deutscher Forstwissenschaftler und -beamter
- 2018: Otomar Kvěch, tschechischer Komponist und Musikpädagoge
- 2018: Louise Slaughter, US-amerikanische Politikerin, Mitglied des Repräsentantenhauses
- 2018: F. Starik, niederländischer Dichter
- 2019: Richard Erdman, US-amerikanischer Schauspieler und Regisseur
- 2020: Ranveig Frøiland, norwegische Politikerin, Ministerin
- 2020: Gertrud Steinl, Tschechoslowakisch-deutsche Arbeiterin und Gerechte unter den Völkern
- 2021: Henry Kolowrat, US-amerikanischer Fechter
- 2021: Sabine Schmitz, deutsche Autorennfahrerin und Fernsehmoderatorin
- 2022: Egidius Braun, deutscher Fußballfunktionär, Präsident des Deutschen Fußball-Bundes
- 2023: Katalin Benkő, ungarische Kanutin
- 2023: Ángel Fournier, kubanischer Ruderer
- 2025ː Émilie Dequenne, belgische Schauspielerin

## Feier- und Gedenktage
- Gedenktage
  - Hl. Abban von Magheranoidhe, irischer Adeliger, Kirchen- und Klostergründer (katholisch)
  - Heribert von Köln, deutscher Erzbischof (evangelisch, katholisch)

Weitere Einträge enthält die Liste von Gedenk- und Aktionstagen.